# 港珠澳大橋
港珠澳大橋（英語：Hong Kong–Zhuhai–Macao Bridge），是連接香港大嶼山、澳門和廣東珠海的大型跨海通道，屬于中国国家高速公路网编制中G94珠三角環線高速公路的一部分。於2009年12月15日動工，2018年5月23日完工，2018年10月24日上午9時通車；設計壽命為120年。現為全世界最長的沉管隧道以及世界跨海距離最長的橋隧組合公路。
港珠澳大橋全長55公里，主桥全长约29.6公里。為桥隧結合結構，包括兩條分別长约6.7公里及5公里的海底隧道及三個人工岛。其中，海中橋隧主體工程（粵港分界線至珠海和澳門口岸段）由粵港澳三地共同出资建設；海中橋隧工程香港段（起自香港國際機場人工島，止於粵港分界線）及屯門-赤鱲角隧道由香港方面建设，三地口岸和連接線由三地各自建設。主营单位为港珠澳大桥管理局，大桥的维护和管理等工作也由其负责。
港珠澳大橋啟用後，大幅缩短了来往香港、珠海、澳門三地的交通時間，行車時間僅需一小時左右，而且不需要再繞經虎门大桥；而港珠澳也會形成「一小時生活圈」，對粤港澳大灣區發展有象徵意義。大橋的使用者進入香港後亦可經香港的快速公路，包括深港西部通道前往深圳。

## 历史

### 倡議興建
興建横跨珠江口大橋的構想最初在1983年由香港合和集團董事局主席胡應湘提出，并将比较成形的方案定名为《兴建内伶仃大桥的设想》。此方案得到珠江口西岸的珠海市政府的响应，1989年2月，珠海市开始筹划伶仃洋大桥工程项目，并按照基建程序开展了伶仃洋大桥建设的前期准备，1997年12月获国务院正式批准立项进行可行性研究，后因种种原因搁浅。
後來香港青嶼幹線通車，加上新的香港國際機場位于大嶼山，胡應湘又提出香港應該善用青馬大橋等新落成的基礎建設；把大橋香港起點改為大嶼山，同时增加连接澳門（單Y方案）和深圳（雙Y方案）。
2002年11月，時任中國國務院總理朱鎔基訪港，明確表示支持興建港珠澳大橋的計劃。2003年開始，香港政府積極研究建設跨海大橋。在當年1月發表的《施政報告》中，時任行政長官董建華便提出興建連接香港與澳門和珠三角西部的大橋，其指出粵港兩地特別是和珠江三角洲特殊的地理和人文關係，歷經二十多年發展實際上已經形成一個相互依存、功能齊全的大型經濟區，而單個城市的力量相對單薄，故要加強與區內城市的優勢互補，進而提升香港在整個地區的競爭力和地位。
這項大型建設計劃經過草擬與協商後，最後在2005年選擇了單Y方案，並且定名為「港珠澳大橋」。連接深圳的路段則改由深港西部通道連接。2006年12月，港珠澳大桥专责小组正式成立，专责小组由国家发展和改革委员会牵头，交通部、国务院港澳办及粤、港、澳三地政府代表共同参与。
經過多個月的協商，於2007年2月達成協議，各地政府部門設置自己的入境口岸，即「三地三檢」；由於採用「三地三檢」而非「一地三檢」，毋須興建原來計劃面積達2.62平方公里的人工島，所以主橋工程總預算由500億大幅度地省減至約300億，相對西九龍站內地口岸區較少政治爭議。

### 工程融資
港珠澳大橋原計劃採用公開招標形式，即民間興建營運後轉移模式（英文縮寫：BOT）的方案交由私人財團出資興建。大橋主體工程造價預計需762億元人民幣，差額由三地政府按以下比例補貼：香港佔50.2%、中國內地佔35.1%、澳門佔14.7%，但實際補貼金額則視乎招標結果。私人財團可營運大橋50年，期間可收取過橋費用，預計36年半可以收回成本。
其後，消息透露港珠澳大橋將不會採用BOT方式融資，改以3地政府全資興建。最終於2008年8月5日，三地政府就融資問題達成共識，估計海中橋隧主體工程含息總投資爲385.4億元人民幣。國務院决定出资投入项目建设後，中國內地合共出资70亿元人民币（佔三地政府出資44.5%），香港出资67.5亿元人民币（佔三地政府出資42.9%），澳门出资19.8亿元人民币（佔三地政府出資12.6%），餘下的58%資金（約200多億）則以貸款方式集資。2009年5月22日香港立法會通過撥款港幣90億4,650萬港元（按付款當日價格計算）予主橋的詳細設計和建造工程，預計分7年支付。
香港運輸及房屋局局長鄭汝樺於2011年10月表示，受到環保評估官司影響，香港段的工程受到阻延，為了追上進度，需要壓縮工程，保守估計造價將上升65億港元。2011年11月18日，立法會財務委員會通過了建造港珠澳大橋香港段的485億港元撥款，工程於2011年12月14日開始。到2016年追加撥款通過後，港府已就港珠澳橋、屯門至赤鱲角連接路工程「斩件式」获拨款合共1177亿港元，当中不少属超支拨款。

### 建设
2007年5月初，開始在海底進行勘探工程。

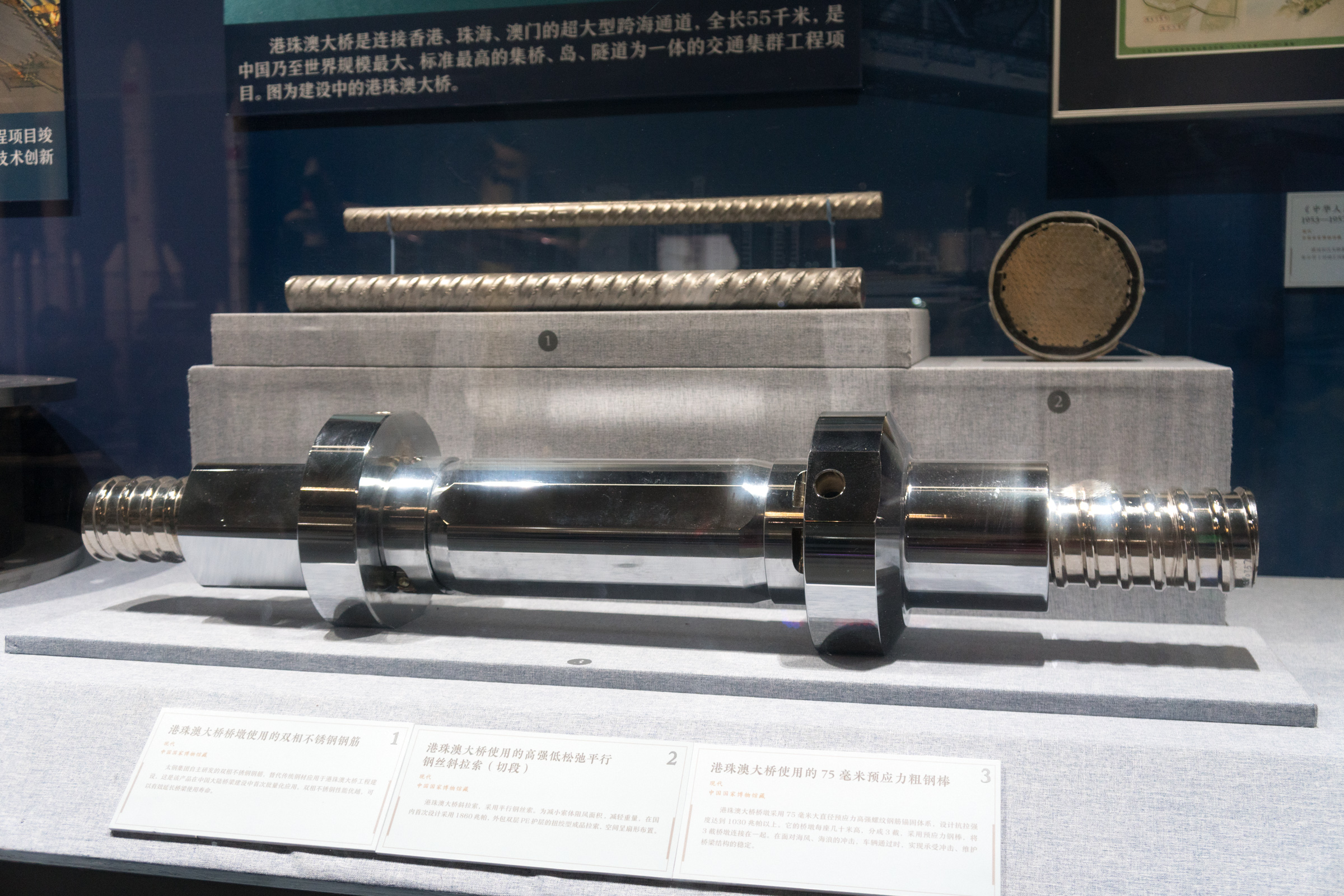
中国国家博物馆展示的港珠澳大桥所使用的钢材

2009年3月13日，粵港澳三地政府比較原定计划提早兩個星期於珠海簽訂大橋主體工程初步設計合約。10月28日，國務院總理溫家寶主持召開第85次國務院常務會議，通過港珠澳大橋的可行性報告。12月15日，珠澳口岸人工岛填海工程开工仪式在珠海情侣南路东延长线一段举行，港珠澳大橋管理局揭牌儀式和其他合同簽約儀式也一併舉行，时任中共中央政治局常委、国务院副总理李克强出席并主持仪式。2011年12月14日，香港段工程正式動工。
中國中鐵旗下的中铁宝桥集团、中铁山桥集团曾參與鋼橋橋面的製造。
2014年4月15日，開始整體吊裝一段近3000噸重的鋼製橋面，長度超過130米，寬度約33米。同時將挑戰中國海上橋段吊裝最大、技術最難的記錄。
2016年9月27日，港珠澳大桥主体桥梁正式贯通。
2017年5月2日，最後一節隧道接頭完成對接，標誌著主體工程全線貫通。2017年7月7日，港珠澳大桥隧道段貫通，標誌着大橋主橋（內地段）全線貫通。2017年11月15日，110千伏人工岛输变电工程竣工投产，通信、照明和監控等系統開始有電力供應。2017年12月25日，大橋首次進行亮燈測試，橋塔亮起紅、綠、藍及紫四種顏色。2018年2月6日，港珠澳大桥工程主体工程交付验收。
2018年9月28日–30日，三地進行聯合試運行。
2023年4月19日，港珠澳大桥主体工程通过中华人民共和国交通运输部、国家发展和改革委员会、国务院港澳事务办公室组织的竣工验收。

### 開通儀式及通車日
2018年10月23日，港珠澳大桥在珠海公路口岸舉行開通儀式。中共中央總書記、國家主席習近平作為主賓出席通車儀式并宣布大桥正式开通。中共中央政治局常委、國務院副總理韩正致辞。中共中央政治局委员、國務院副總理刘鹤，中共中央政治局委员、中共中央辦公廳主任丁薛祥，中共中央政治局委员、中共廣東省委書記李希等党和国家领导人出席。全國政協副主席董建華、何厚鏵、梁振英，中共廣東省委副書記兼廣東省長馬興瑞，香港特首林鄭月娥，澳門行政長官崔世安，以及中央政策研究室常務副主任江金權亦参加仪式。仪式由全国政协副主席何立峰主持。
大桥于2018年10月24日早上9时正式通车。

### 荣誉及称号
2018年10月2日，港珠澳大桥岛隧工程获评美国工程新闻记录（Engineering News Record）“全球最佳桥隧项目”。
2018年11月3日，中共广东省委宣传部授予港珠澳大桥建设者群体“南粤楷模”称号。
2018年11月4日，港珠澳大桥被中国海洋工程咨询协会评为2017年度“优秀海洋工程”。
2018年11月7日，港珠澳大桥沉管隧道获得国际隧道协会（International Tunnelling Association）2018年度“重大工程奖”。
2018年12月7日，港珠澳大桥岛隧工程获评英国土木工程师学会（ICE）核心期刊《NEW CIVIL ENGINEER》（NCE）评选的2018年度“隧道工程奖（10亿美元以上）”。
2019年3月，港珠澳大桥工程建设关键技术被授予2018年度“广东省科技进步奖”特等奖。
2019年5月1日，广东省总工会授予港珠澳大桥收费站“广东省五一劳动奖状”。
2019年6月，港珠澳大桥科研项目“高效耐久大跨径钢桥面浇筑式沥青铺装性能保障成套技术”获得2018年度“中国公路学会科学技术奖”特等奖，获颁金鹿奖杯。
2019年7月，港珠澳大桥香港口岸旅检大楼荣获2019年Architizer A+大奖“交通基建项目特别荣誉奖”。
2019年10月，港珠澳大桥主体工程项目被中国投资协会评为2018-2019年度“国家优质投资项目特别奖”。
2020年6月9日，港珠澳大桥荣获2020年国际桥梁与结构工程协会（IABSE）“杰出结构奖”（OStrA）。
2020年6月12日，港珠澳大桥管理局荣获“全国交通运输系统先进集体”称号，管理局HSE总监、安全应急部部长段国钦荣获“全国交通运输系统先进工作者”称号。
2020年8月，港珠澳大桥荣获2020年第37届国际桥梁大会（IBC）特设的“超级工程奖”。
2020年12月，港珠澳大桥管理局监控调度中心荣获2018-2019年度“广东省青年文明号”称号。
2021年2月，港珠澳大桥珠海口岸“基于5G的智慧口岸应用项目”获评国务院国有资产监督管理委员会2020年“国有企业数字化转型典型案例”。
2021年5月24日，中华人民共和国交通运输部、科学技术部授予港珠澳大桥首批“国家交通运输科普基地”称号。
2021年6月，中共中央宣传部授予港珠澳大桥“全国爱国主义教育示范基地”称号。

## 设计

### 整体设计

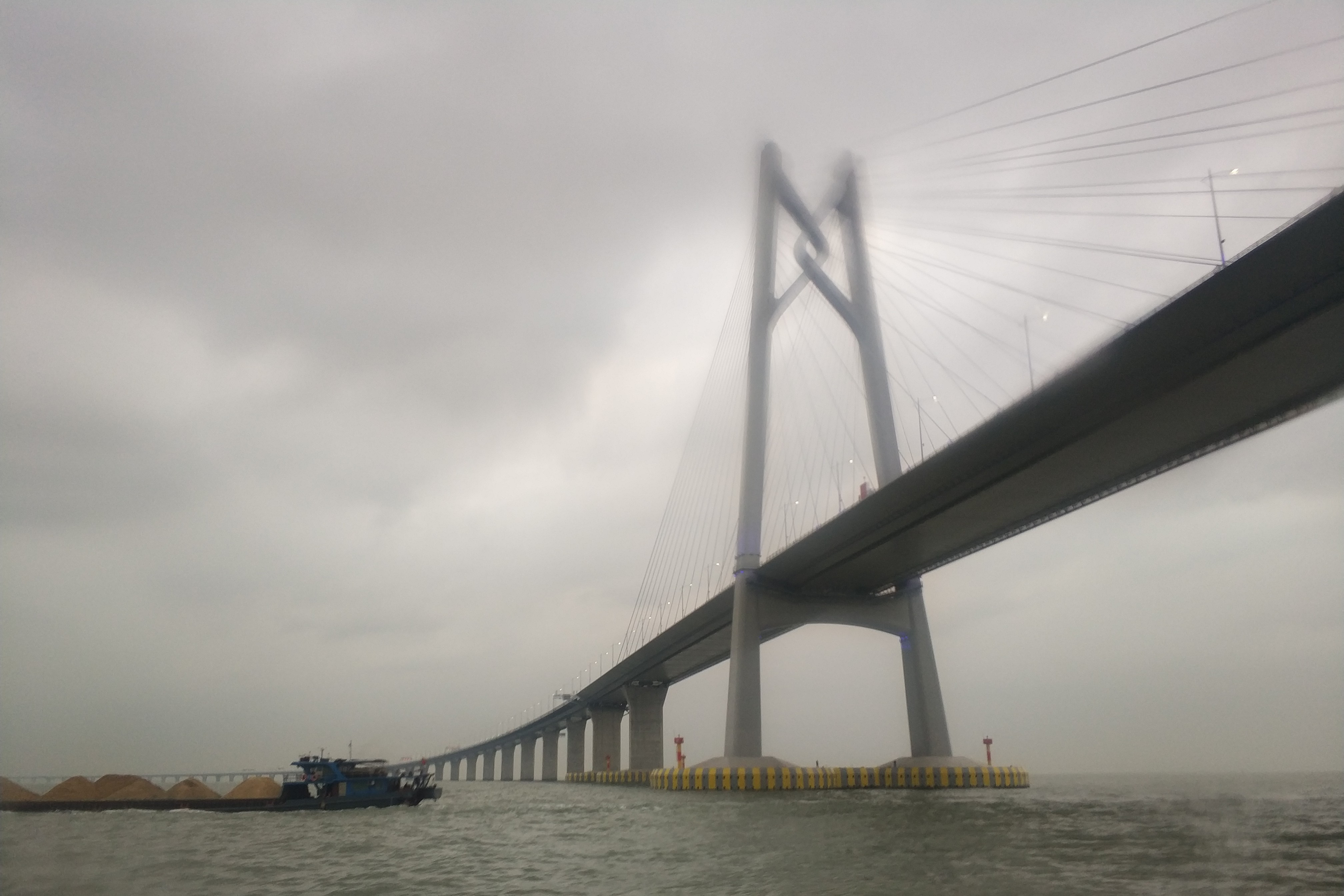
从澳门至深圳蛇口客船上拍摄的青洲航道桥主桥（2018年3月）

按照总体方案，港珠澳大桥主体工程预期耗资约为327亿人民币，整体工程估计超过700亿元。大桥全长为49,968米，主体工程“海中桥隧”长35,578米，包括5,664米海底隧道，设计寿命為120年（遵香港標準），能夠抵抗8度地震、16级台风。在珠江口伶仃洋南北两侧分别有兩個離岸人工島，人工岛间通过海底隧道予以连接。大橋初期計畫的起點是香港大嶼山石灣，但最終方案改為在香港國際機場東部海面建築人工島以設立口岸，經過大澳以北海面並橫越珠江口，經過珠江口中心的海底隧道，最後抵達珠海及澳門口岸（珠澳口岸），分成兩端連接珠海拱北、澳門東方明珠。
港珠澳大橋落成後，由香港駕駛至珠海及澳門，將會從4至5小時路程大幅縮減至約30分鐘。至2035年，預計每日有5萬至6萬車輛及每日23萬至25萬人次。人工島上除了檢查大樓外，亦會提供接駁巴士，用以接載旅客由檢查大樓至香港國際機場登機，港珠澳大橋的旅客到達香港後毋須入境，可以透過接駁巴士直接到達海天客運碼頭。对于无法过境车辆，口岸附近将會设立停车场，另外亦有公共巴士接驳。

### 人工岛及海底隧道

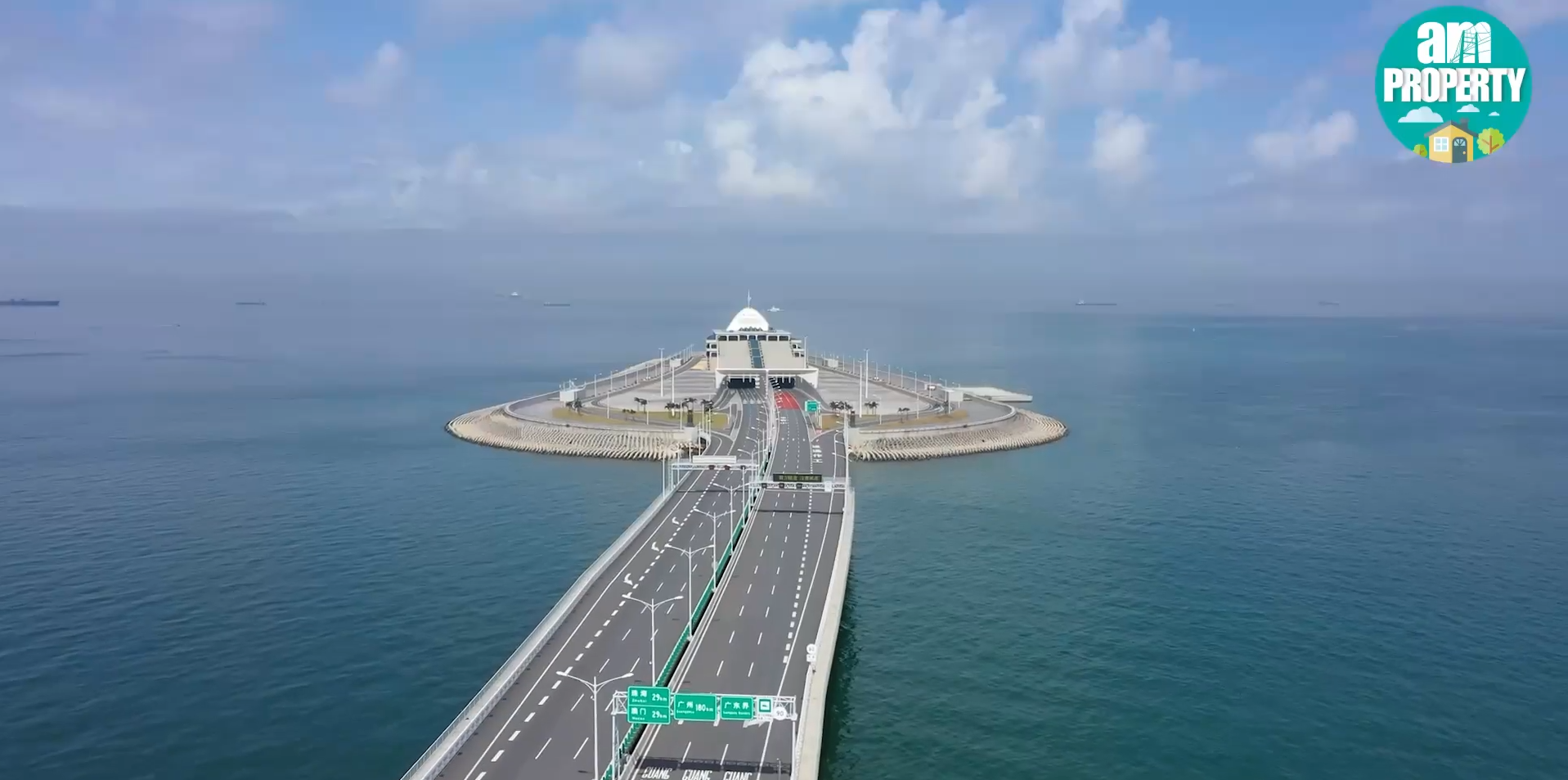
已经完工的东出入口人工島

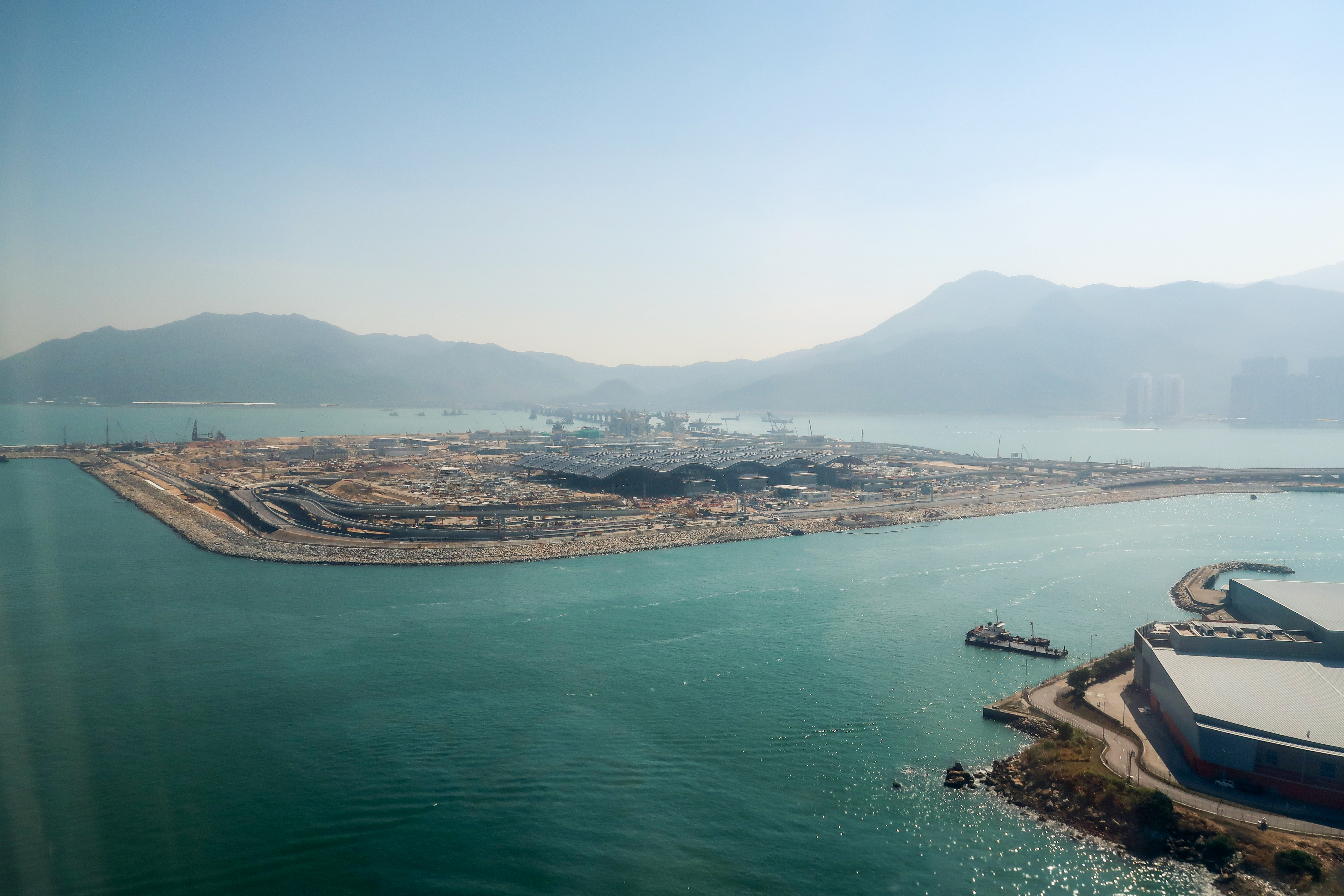
港珠澳大橋香港口岸人工島地盤（2018年1月）

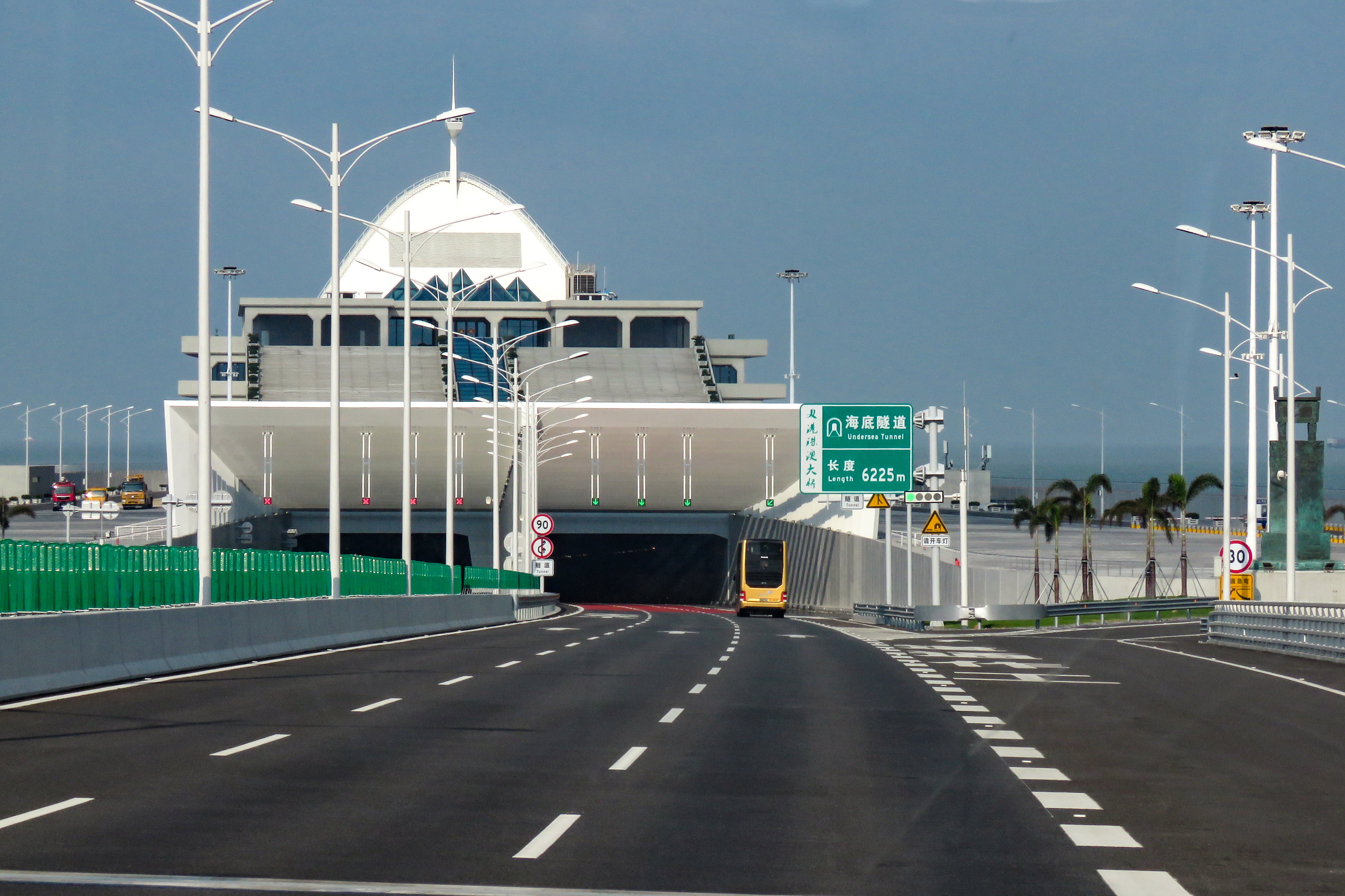
海底隧道东出口

港珠澳大桥设有4大人工島：香港口岸、珠澳口岸、海底隧道東出入口人工島（蓝海豚岛）、海底隧道西出入口人工島（白海豚岛），四島都具有標誌性及相關性，將是景觀設計考慮的重點。
在珠海拱北湾南側、澳門新城區A区東面的珠澳口岸人工島是大橋主體工程與珠海及澳門兩地的銜接中心，兩地對關口岸以及大桥收费站也設置在島上，投資達133.5億人民幣，設計中採用了砂、泥及土三種材料作為回填料。人工岛地面标高5米，填海后经過地基处理加固后，交工面标高4.5米，能夠防御珠江口300年一遇的洪潮。港珠澳大橋建成後，基於澳門道路網的交通承受能力限制，香港車輛將不能夠進入澳門。屆時人工島上將會設有兩座大型停車場，其中3,000個停車位供予境外車輛使用 (即東停車場），另外有約5,100個停車位設立於離境通道前（即西停車場），主要供予澳門車輛使用。
而香港口岸設於香港離島區赤鱲角東部的人工島上，作为港珠澳大橋香港段的出入境管制站。人工島造價估計逾100億元，連同連接的公路，預計整個港珠澳大橋香港連接線工程開支逾200億元。
海底隧道東、西出入口人工島使用「钢圆筒建岛」方式填海，比传统方式填海提前近2年。海底隧道西出入口人工島成為集交通、管理、服務、救援為一體的綜合運營中心；而海底隧道東出入口人工島则設置海上观景平台，同时设有中华白海豚观赏区，但大桥开通初期暂不开放。直至2019年12月中，為配合習近平訪問澳門，珠海公安當局於藍海豚島對香港前往珠、澳車輛實施安檢，這次亦是藍海豚島首次向公眾開放。
2010年，開始填海建造隧道人工島。2011年9月11日，隧道西人工島主體的結構工程完成；同年12月7日，隧道東人工島主體的結構工程完成。同年12月21日，人工島的主體外圍結構工程完成，東人工島隨後會抽水及填沙，之後會進行隧道工程。當整體結構完成後，就可以放入預製管道，於2015年9月底會完成兩個人工島的所有工程。
穿越深圳港及廣州港進港航道的海底沉管隧道最初原計劃引入荷蘭技術，荷蘭公司要求15億元人民幣專利費，令大橋島隧工程總工程師林鳴始料不及。中方提出以3億元代價，不需全部專利，只須荷蘭公司教會中方工程最危險、最無把握之部分。結果，計劃最終搁置，荷蘭公司借機以歌曲暗示中国大陸自行興建，要自求多福。但經過四年的研究，沉管對接技術終於有了新的突破，最終港珠澳大橋隧道最後一節，只用了短短一日就對接完成。
2013年5月3日，第一節隧道沉管工程開始，巨型沉管從位於香港以南的珠海桂山島的製造基地運輸前往大橋在海上的工程施展位置，沉管隧道由33條沉管節連接而成，每節闊37米。2017年5月2日，最後一節隧道接頭完成對接，標誌著主體工程全線貫通。

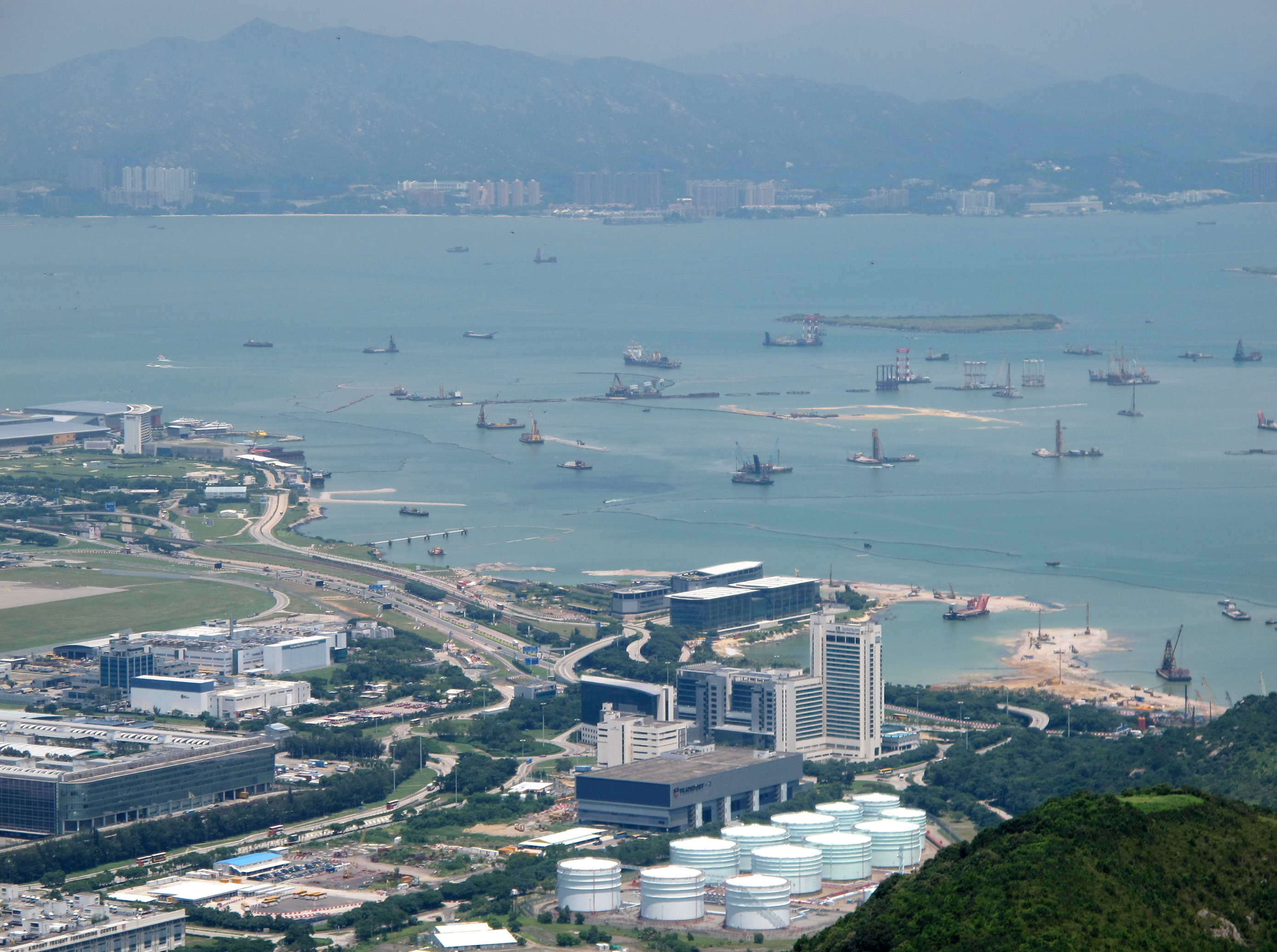
開始興建的香港口岸人工島，可看到不浚挖式填海法所採用的鋼桶（2013年8月）
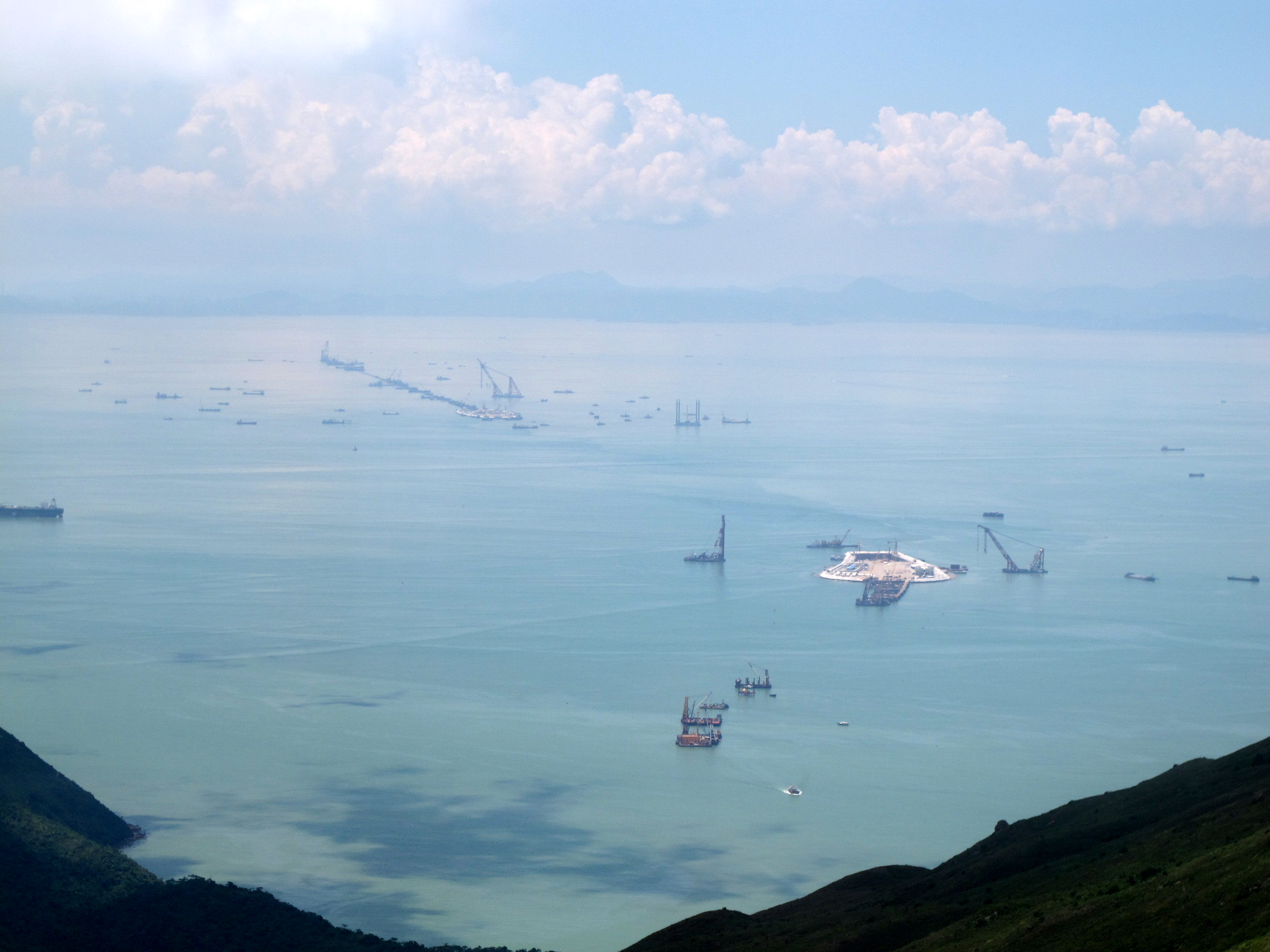
興建中的海底隧道西出入口人工島（2013年8月）
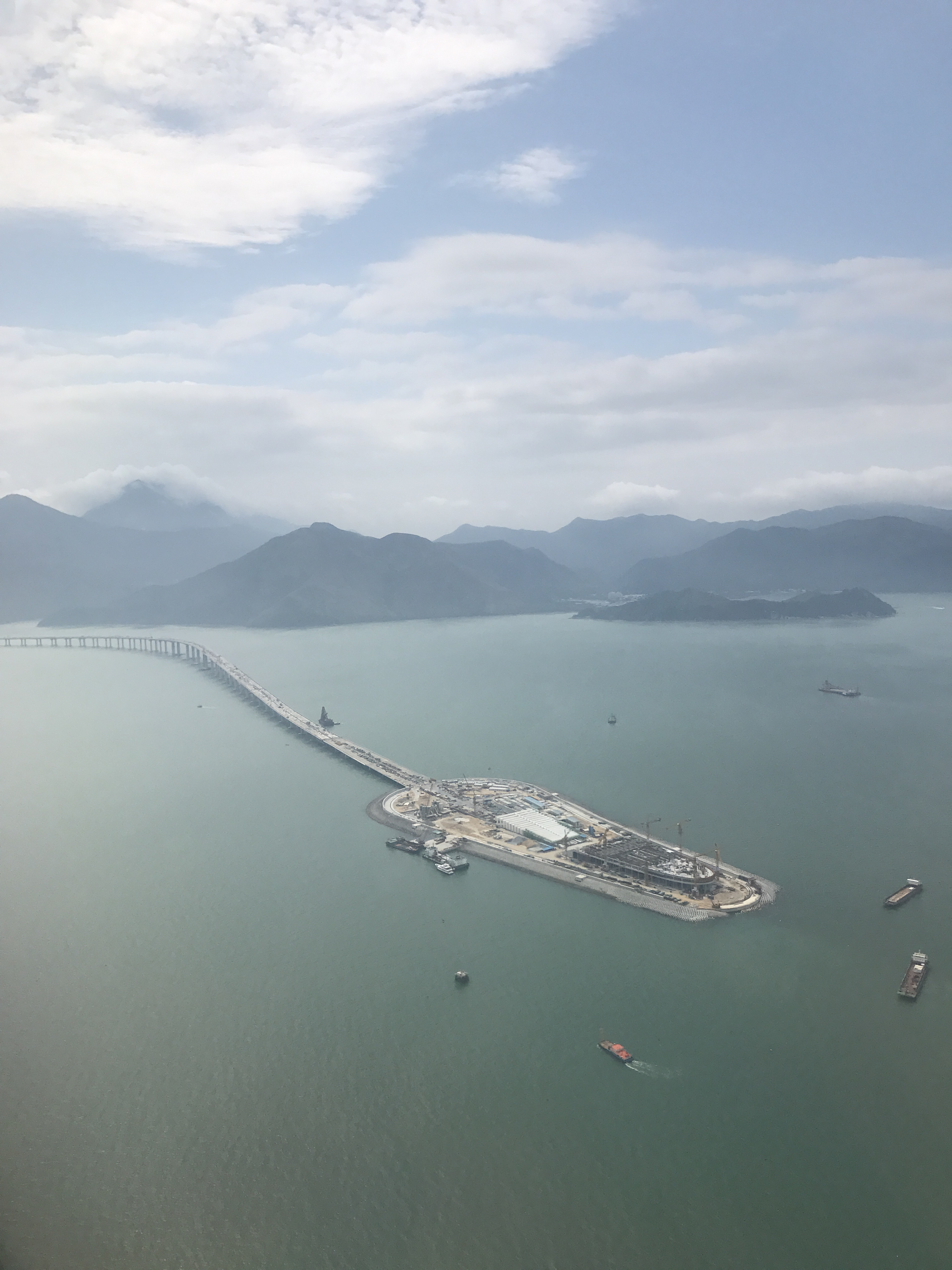
興建中的海底隧道东出入口人工島（2017年5月8日）

### 桥梁

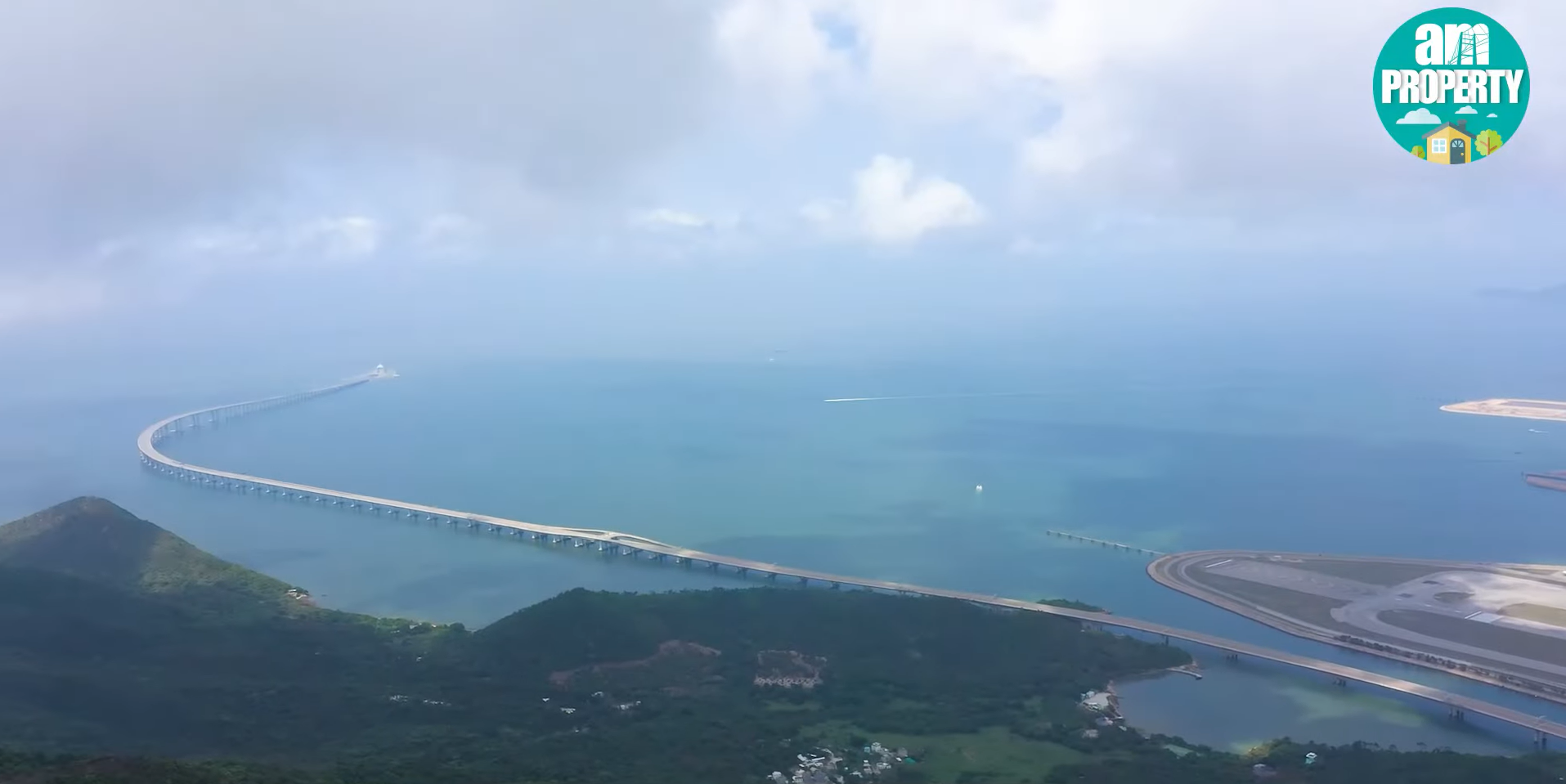
香港段的橋樑

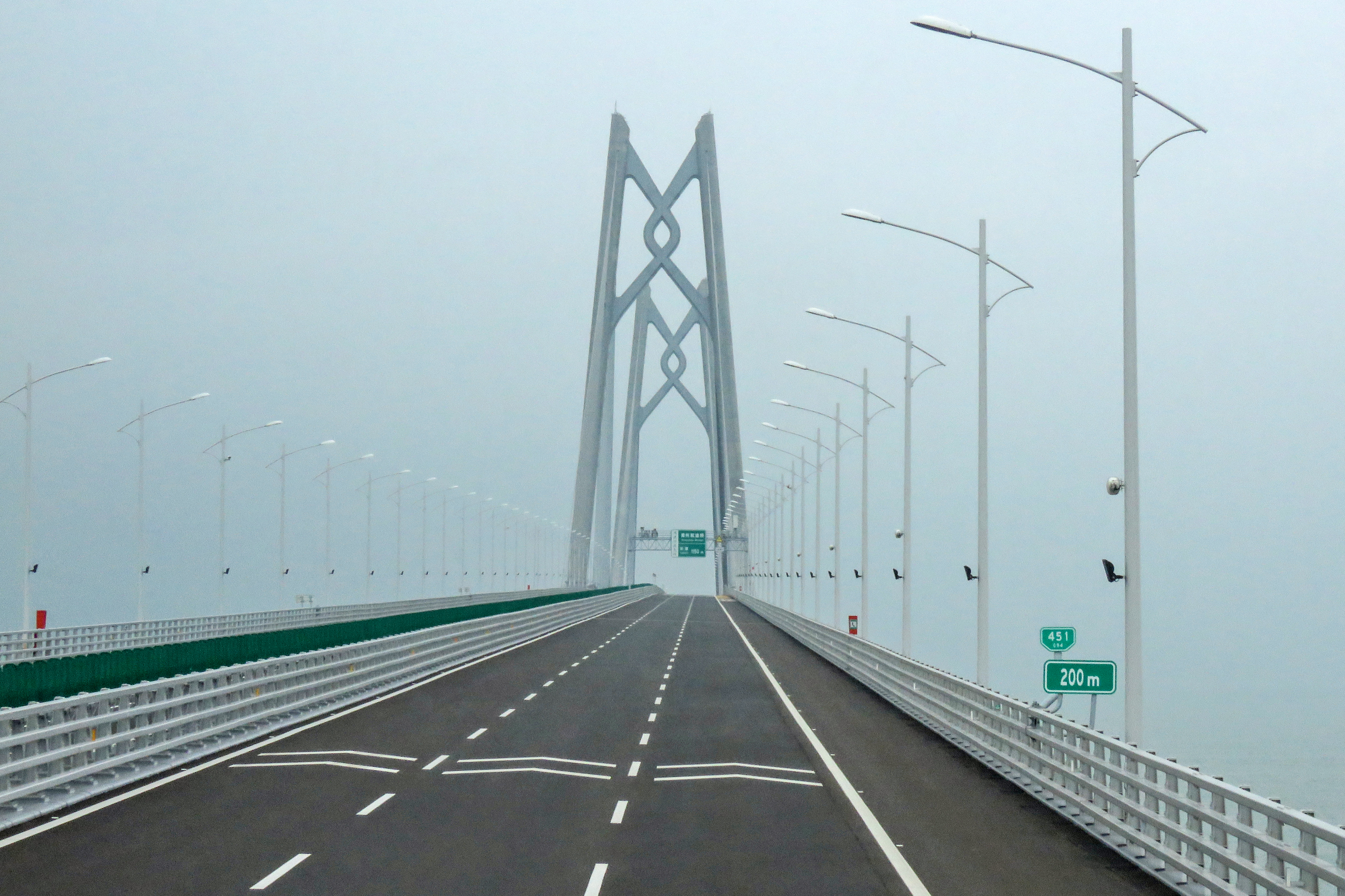
青洲航道桥桥面

橋樑总长约23公里，按照六車道高速公路標準建設，設計行車速度每小時100公里。桥梁工程于2012年6月全面展开，划分为5个工程合约进行施工。桥梁由非通航孔桥和通航孔桥相连组成，通航孔桥共有3座斜拉桥，自东向西依次是：青洲航道桥、江海直达航道桥、九州航道桥。
其中，青洲航道桥主跨458米，为3座斜拉桥中最长，采用双塔双索面钢箱梁斜拉桥，全桥采用半漂浮体系，索塔采用双柱门形框架塔，塔高163米，共设有14对斜拉索。桥下通航等级为1万吨级，净空高度42米，有效通航宽度318米。于2016年4月12日合龙。整体造型及断面形式除了满足抗风及抗震等要求外，将會充分考虑景观效果。估算興建費用為9億5千2百萬元，每平方米造價達31,300元，在大橋所有區段橋樑中最為昂貴。
而江海直达航道桥主跨516米（2×258米），索塔采用3个海豚状的框架塔；九州航道桥主跨268米，索塔采用2个风帆状的框架塔，塔高120米。

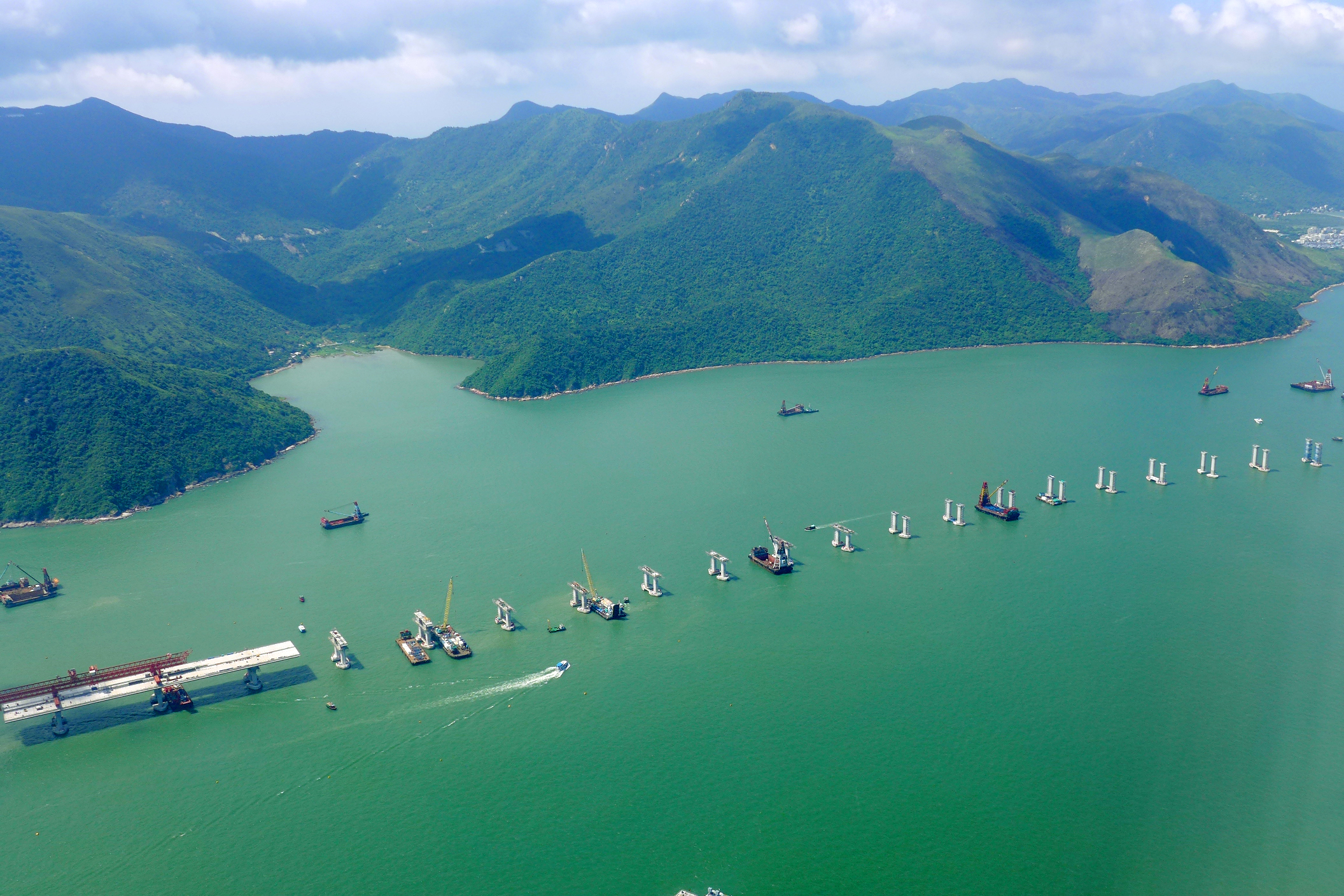
从香港國際機場附近远见港珠澳大桥香港段的建设（2015年6月）
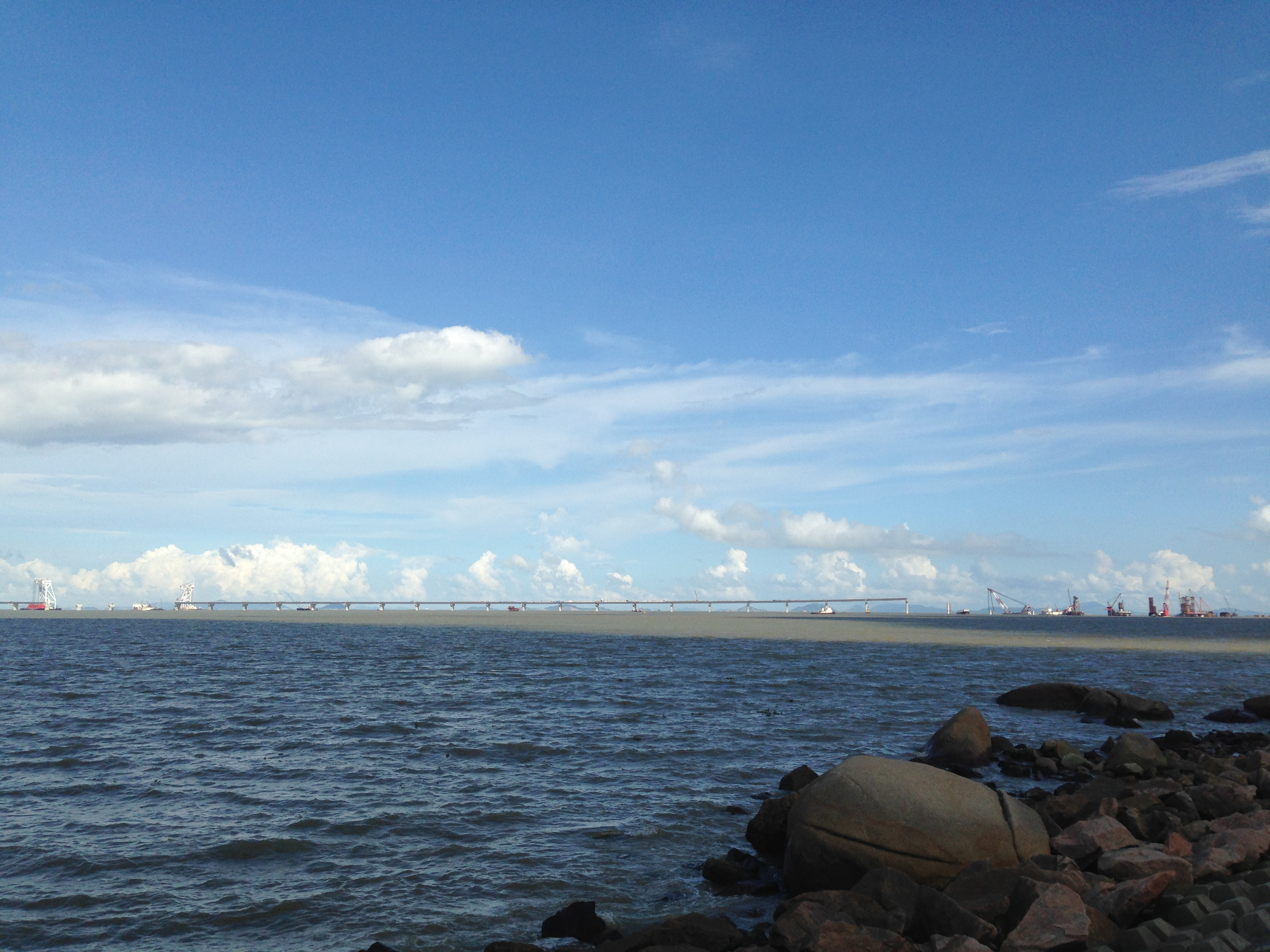
从珠海九洲港附近远见港珠澳大桥珠海段的建设进度（2014年5月）
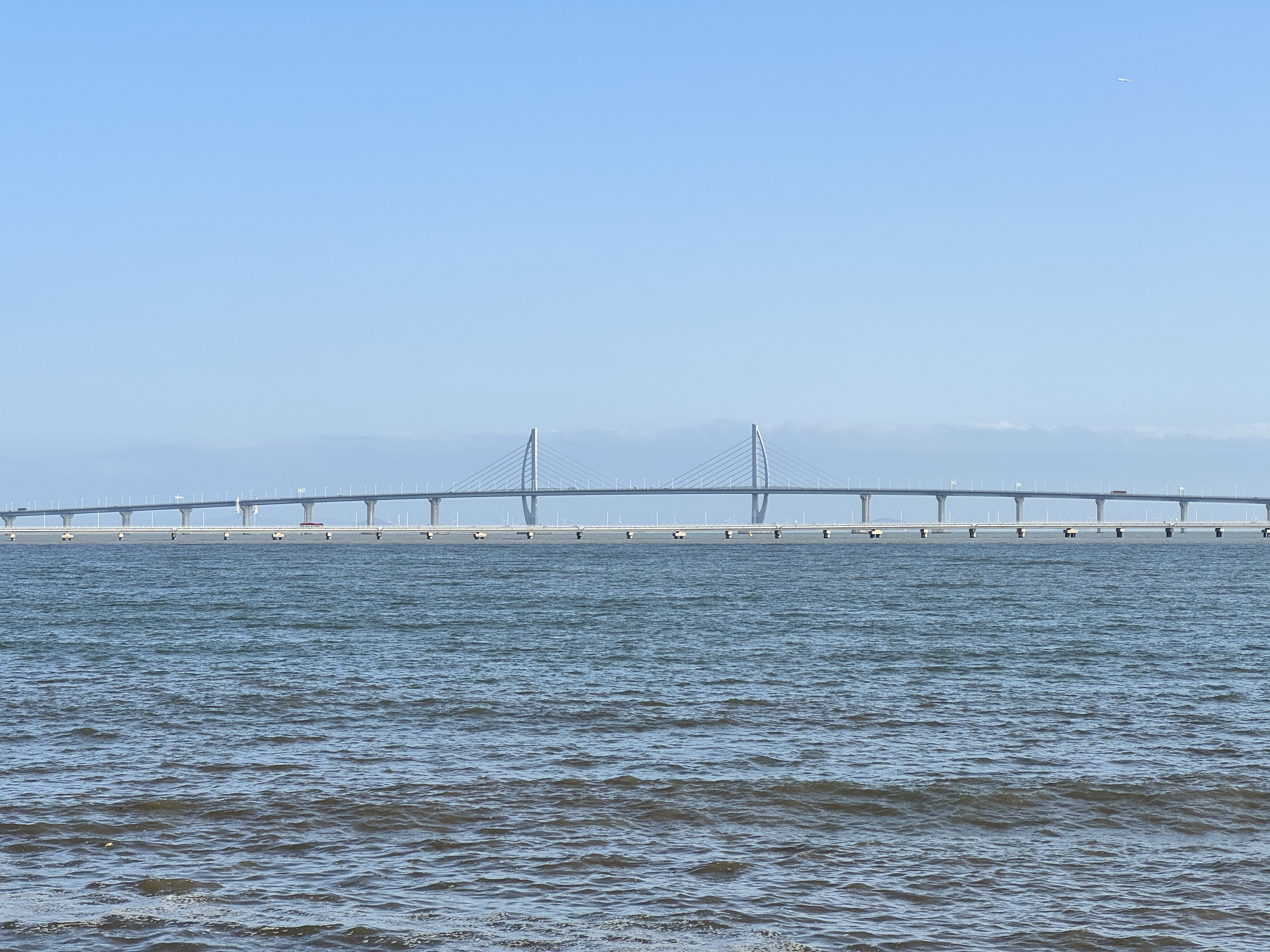
从珠海情侣南路眺望港珠澳大桥西段（2025年）

### 橋面

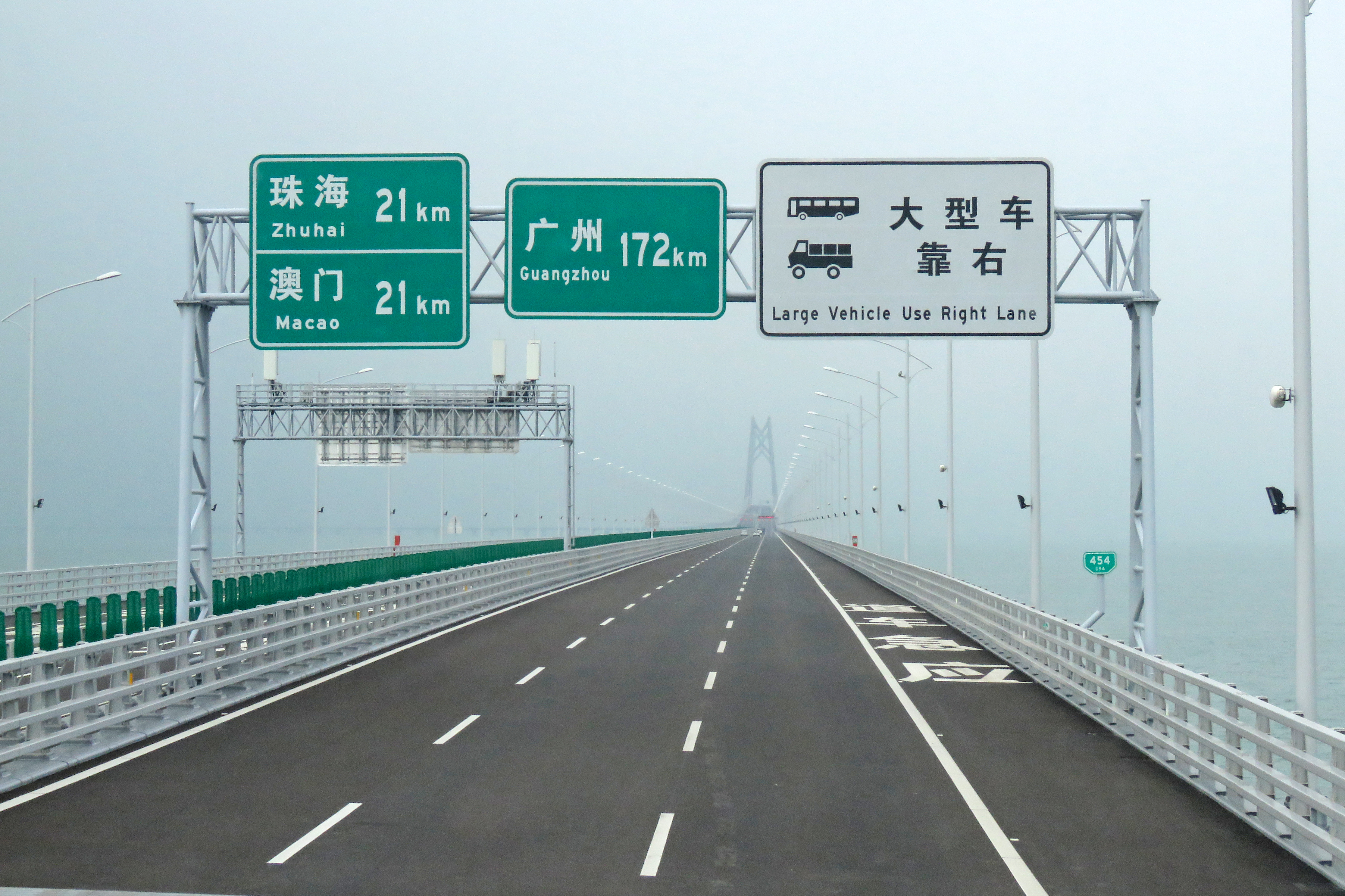
港珠澳大桥车道

港珠澳大橋全线实行右上左落（靠右行）安排，有別於香港及澳门本地的左上右落（靠左行）的習慣。香港運輸及房屋局副秘書長（運輸）羅翠薇解釋這樣安排的原因是大橋及香港連接路的交接點是一段時速100公里的快速公路，採用右上左落的行車安排為恰當及能有效並順暢地達到轉線安排，同時保障駕駛者和乘客安全。橋面上會有清晰界線，提示駕駛者即將進入的範圍屬於哪一地方，路面也有指示，好讓駕駛人士順暢自然地轉換到另一個駕駛模式，以便司機適應。但有部分民眾質疑港澳两地以左上右落為標準，包括早已落成的深港西部通道、落馬洲大橋等位於广东省水域路段亦採用左上右落，為何大橋要遷就一地而使用右上左落，有關說法備受質疑。香港政府更為此修例制定該路段以相反方向行駛，一度惹起爭議。
另外，如大橋上發生意外，會依屬地原則處理，如車輛處於非港澳兩地水域上的橋段，便須遵守中華人民共和國法律；如意外發生在香港橋段，就採用香港法律。港珠澳三地政府設通報機制應對突發事故。大橋上也設有緊急通訊設備，包括裝有閉路電視。
行車線闊度方面，大橋全域全部行車線採中國內地道路建築標準淨闊3.75米，相比香港標準3.66米較為闊寬。

### 香港連接線

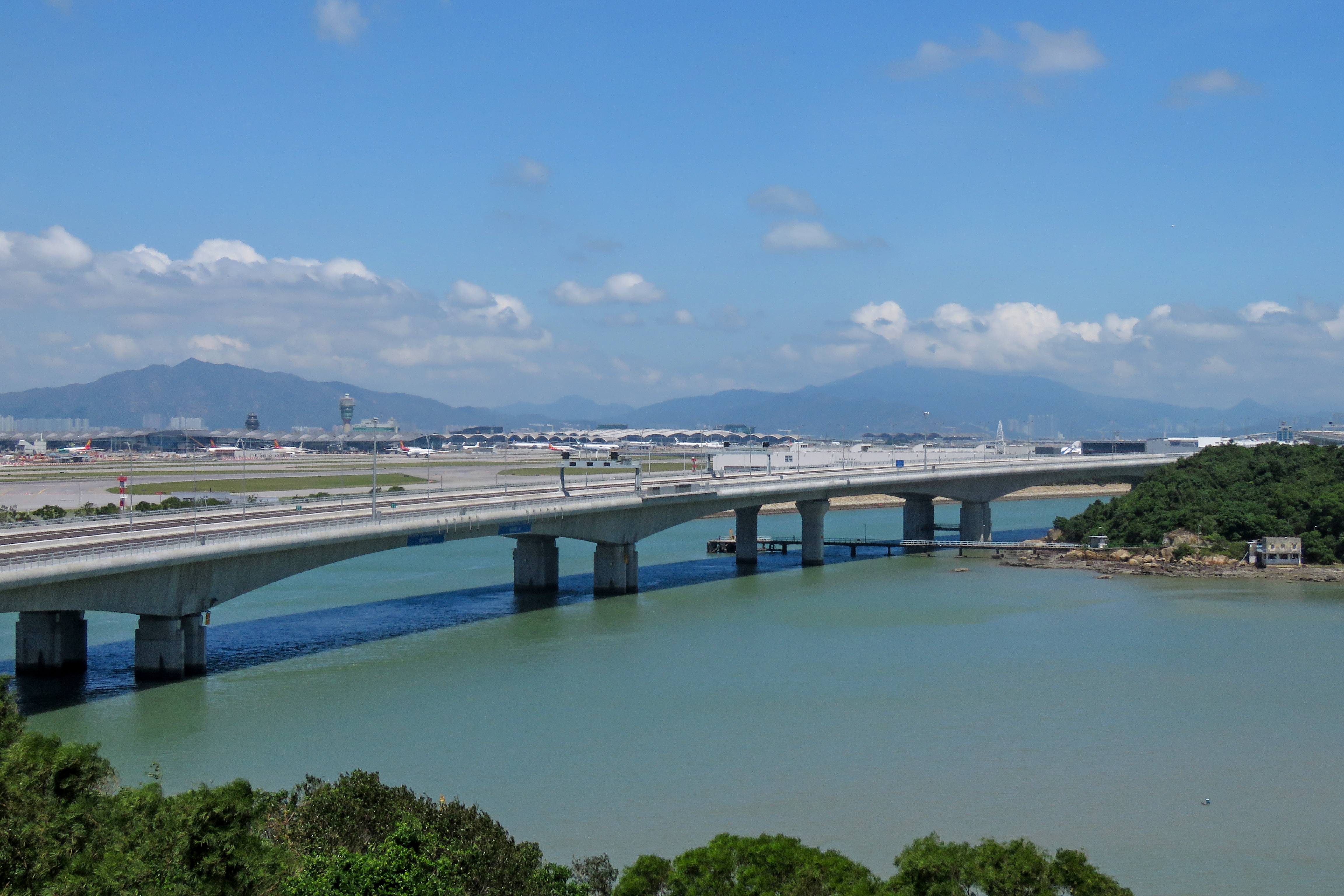
港珠澳大橋跨沙螺灣段（2018年9月18日）

港珠澳大橋香港連接線毗鄰全球最繁忙機場之一的香港國際機場，由沿機場東岸1.6公里長的地面道路、1公里長的觀景山隧道和約9.4公里長的高架橋組成。高架橋設計成180米的特大跨度，遠離北大嶼山生態敏感地區的同時，亦與機場南跑道和政府飛行服務隊總部保持距離，減少工程和車輛行駛對機場及飛行服務隊運作和附近碼頭的影響。在北大嶼山一段設計成離水面和陸地較高之高架橋直接跨過沙螺灣，以避免觸及極具保育價值的沙螺灣古跡遺址一帶陸地。
此外，連接香港口岸人工島及屯門區第40區的屯門至赤鱲角連接路（屯門-赤鱲角隧道）亦屬於港珠澳大橋香港段相關工程一部分。

### 珠海連接線
港珠澳大橋珠海連接線於2012年7月開始動工；東起自珠澳口岸人工島，在拱北口岸和澳門關閘之間地底穿過，經高架橋到達南屏，再在竹仙洞水庫旁山中穿過，西行止於黃茅海，與西部沿海高速公路月環至南屏支線延長線連接，路線總長13.43公里。
2017年4月10日，珠海连接线最后一项控制性工程，拱北隧道全隧贯通，标志着港珠澳大桥珠海连接线主体工程实现全线贯通。
另外，珠澳口岸人工岛位于珠海的一侧另有一條雙綫雙程便橋（附單車徑/行人路兩用路徑）連接情侶南路，此橋原為建設口岸人工島時的聯絡道路，大桥开通后主要供大桥工程及维修车辆、大橋口岸工作人員車輛、珠海巴士及珠海的士使用，其它车辆只能使用港珠澳大桥珠海连接线前往珠海。

## 利用状况

### 可行走大桥的车辆
现时可以行走港珠澳大桥的车辆有：粤港或港澳两地车牌、粤港澳三地车牌、拥有澳门配额的港籍单牌、办理一次性配额申请的车辆以及粤港澳三地政府商议可经港珠澳大桥的其它车辆。作为高速公路路段，全路段（包括口岸边检设施）禁止行人、自行车、拖拉机等时速低于70 km/h车辆通行，此外由于担心海底隧道段爆炸风险，禁止危险品车辆和摩托车通行。
另外，使用大桥的车辆需要购买香港及内地法定的汽车保险，如果来往澳门则需要额外购买澳门法定的汽车保险。
2018年5月28日，香港方面開始接受「封閉道路通行許可證」申請，持有使用大橋的兩地牌或中港車牌私家車配額人士可以向運輸署申請。2018年6月13日，澳門方面開始接受跨境私家車配額申請，個人及公司配額各300個，申請者須為澳門永久性居民。
2019年9月10日，中华人民共和国公安部交通管理局副巡视员刘宇鹏表示，对香港和澳门机动车经港珠澳大桥通行的核发电子临时入境机动车牌证，不再发放纸质牌证，新规自9月20日起实行。
2023年7月1日0时起，符合条件的香港单牌机动车车主在香港预约通关获准后，可驾车经港珠澳大桥通行，并进入珠海公路口岸驶入广东省。

### 收费标准

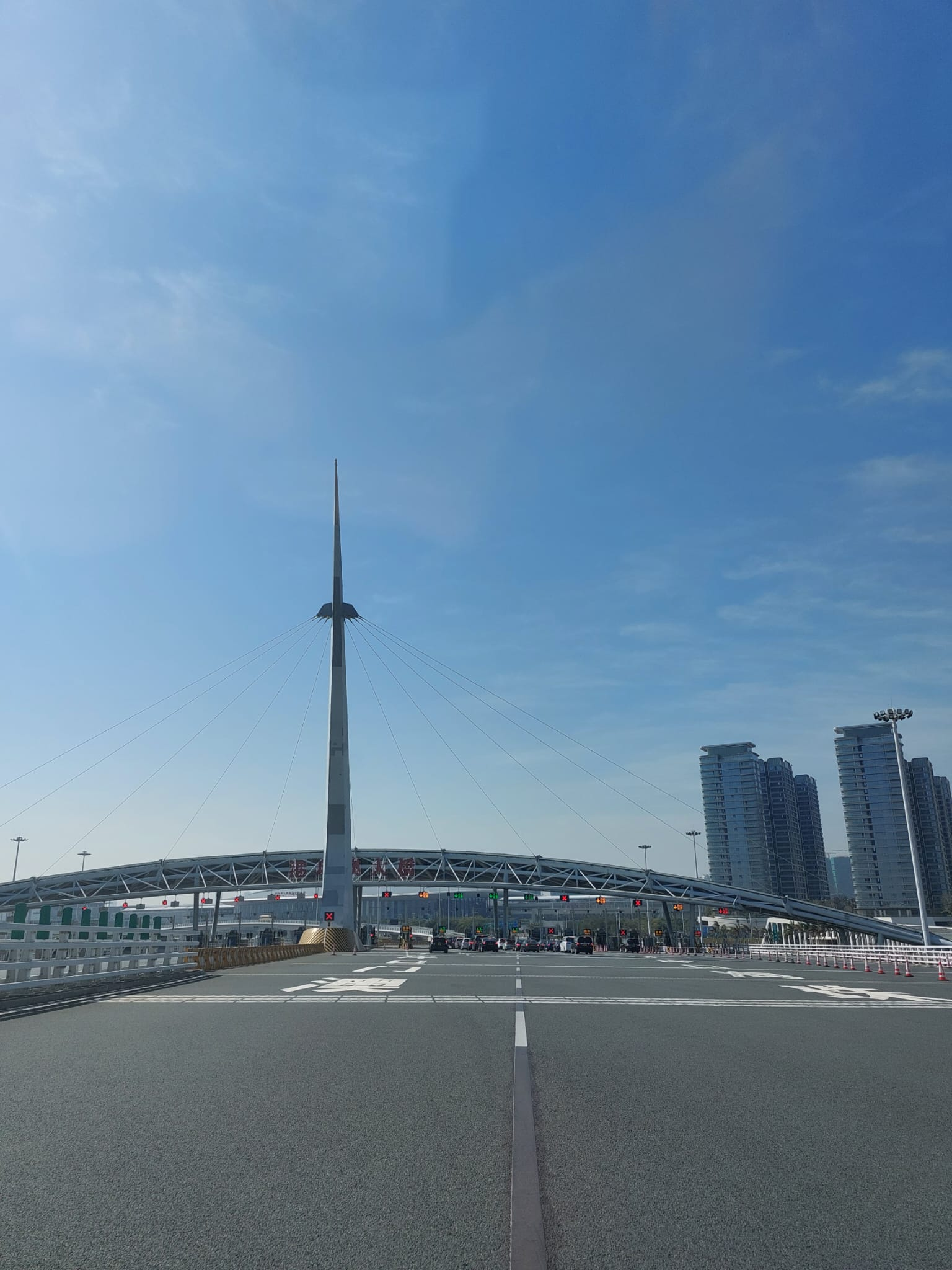
港珠澳大橋收費站(珠海/澳門方向)

2009年時任香港运输及房屋局局长郑汝桦称，按融资安排三地政府希望尽量调低过桥的收费。如私家车每程估计收100元人民币，货车为200元，甚至更低。但强调最终的收费标准在收费通车前3个月才确定并公布。
2017年12月21日，广东省发展改革委召开港珠澳大桥收费标准听证会。
听证方案一：私家车、出租车150元/车次，穿梭巴士、过境巴士450元/车次，货柜车115元/车次，普通货车60元/车次。
听证方案二：私家车、出租车150元/车次，穿梭巴士450元/车次，过境巴士200元/车次，货柜车115元/车次，普通货车60元/车次。
两个方案的区别在于过境巴士的收费标准。
至於粵港澳三地政府早前聯合公開招標大橋口岸穿梭巴士服務，文件指穿梭巴士收費每程大橋通行費預計達200至450元人民幣，即約234至526港元，以穿梭巴士每車45名乘客計算，每名乘客通行費需繳付約5至12港元。確切收費將由三地政府審視獲選營辦商的建議車費再作核定，但投入營運的首12個月不得調整票價。
2018年8月23日，经广东省人民政府批复同意，港珠澳大桥收费站车辆通行费收费标准确定为：
| 車輛類別                   | 通行费（人民币） |
| -------------------------- | ---------------- |
| 小型客车（私家车、出租车） | 150元/车次       |
| 大型客车（过境巴士）       | 200元/车次       |
| 大型客车（穿梭巴士）       | 300元/车次       |
| 普通货车                   | 60元/车次        |
| 货柜车                     | 115元/车次       |

收費方式採用國標ETC和香港快易通等電子不停車收費及人工收費兩種方式。收费标准以人民币结算，非現金結算以人民幣計價。未攜帶人民幣以及未装有ETC及快易通的车辆只能前往人工缴费車道通過銀行卡（包括銀聯、萬事達和VISA卡）、支付寶、微信以及澳門通等非現金支付方式進行繳費。
每年內地大型節假日，內地收費道路都會推出豁免通行費政策，港珠澳大橋亦跟隨政策，在這些節假日免除通行費。2020年1月，因應新型冠状病毒疫情，港珠澳大橋跟隨內地收費道路豁免通行費，有關政策至2020年5月5日23時59分結束。

### 港珠澳大橋香港口岸使用量
2018年10月28日，港珠澳大橋通車後首個周日雖創下7.8萬出入境人次高峰，人流量超出政府預期。但港、澳口岸均出現逾千人名排隊「金巴」的情況，有旅客表示等了超過一小時才能上車。運輸及房屋局長陳帆表示現時每小時有90班穿梭巴士已「足以應付」。營辦商表示乘客人數超出預期，承認現有車隊應付不到現時需要，未來亦考慮購入更多巴士，增加客運量。11月4日，更創出出入境旅客數超過十萬人次的紀錄，有大批旅客經港珠澳大橋入境本港，令過境巴士安排大失預算。不過有旅遊業人士表示有關的旅行團並沒有向旅遊業議會登記及未有安排本地旅行社接待。
受COVID-19影響，兩岸三地收緊檢疫措施，除過境者需持有有效陰性檢測証明，抵步後更需進行檢疫隔離，因此2020年4月使用量大幅下跌。2023年恢复通关后，港珠澳大桥使用量逐步回升，同时随着“港车北上”“澳车北上”政策实施，港珠澳大桥出入境车流屡次打破纪录。

#### 按年計
| 年份 | 私家車    | 私家車 | 旅遊巴士 | 旅遊巴士 | 穿梭巴士 | 穿梭巴士 | 貨車及貨櫃車 | 貨車及貨櫃車 | 車輛總數  | 同比增长 |
| 年份 | 数量      | 占比   | 数量     | 占比     | 数量     | 占比     | 数量         | 占比         | 車輛總數  | 同比增长 |
| ---- | --------- | ------ | -------- | -------- | -------- | -------- | ------------ | ------------ | --------- | -------- |
| 2018 | 83,424    | 34.60% | 50,068   | 20.77%   | 98,644   | 40.91%   | 8,963        | 3.72%        | 241,099   | -        |
| 2019 | 822,546   | 54.08% | 172,069  | 11.31%   | 437,320  | 28.75%   | 89,179       | 5.86%        | 1,521,114 | -        |
| 2020 | 125,864   | 41.76% | 18,459   | 6.12%    | 46,061   | 15.28%   | 110,994      | 36.83%       | 301,378   | ▼80.19%  |
| 2021 | 943       | 0.01%  | 38       | 0.00%    | 12,436   | 8.04%    | 141,315      | 91.33%       | 154,732   | ▼48.66%  |
| 2022 | 2,312     | 1.04%  | 80       | 0.00%    | 9,968    | 4.47%    | 210,518      | 94.45%       | 222,878   | ▲44.04%  |
| 2023 | 1,529,229 | 67.10% | 77,802   | 3.41%    | 380,622  | 16.70%   | 291,434      | 12.79%       | 2,279,087 | ▲922.57% |

#### 按月計
| 年   | 月 | 私家车  | 私家车  | 旅游巴士 | 旅游巴士 | 穿梭巴士 | 穿梭巴士 | 货车及货柜车 | 货车及货柜车 | 车辆总数 | 车辆总数 | 车辆总数 | 车辆总数 |
| 年   | 月 | 进      | 出      | 进       | 出       | 进       | 出       | 进           | 出           | 进       | 出       | 来回     | 同比增长 |
| ---- | -- | ------- | ------- | -------- | -------- | -------- | -------- | ------------ | ------------ | -------- | -------- | -------- | -------- |
| 2023 | 01 | 13,123  | 13,483  | 1,013    | 1,019    | 7,359    | 7,345    | 9,542        | 8,883        | 31,037   | 30,730   | 61,767   | -        |
|      | 02 | 23,652  | 23,477  | 1,185    | 1,185    | 10,621   | 10,611   | 8,840        | 7,386        | 44,298   | 42,659   | 86,957   | -        |
|      | 03 | 35,121  | 35,430  | 2,123    | 2,132    | 14,474   | 14,480   | 12,693       | 9,150        | 64,411   | 61,192   | 125,603  | -        |
|      | 04 | 46,000  | 46,991  | 3,668    | 3,661    | 17,750   | 17,739   | 12,074       | 8,972        | 79,492   | 77,363   | 156,855  | -        |
|      | 05 | 50,401  | 50,156  | 3,441    | 3,445    | 15,151   | 15,170   | 13,813       | 10,130       | 82,806   | 78,901   | 161,707  | -        |
|      | 06 | 52,409  | 53,745  | 2,716    | 2,718    | 14,473   | 14,451   | 15,209       | 10,917       | 84,807   | 81,831   | 166,638  | -        |
|      | 07 | 64,583  | 64,844  | 3,474    | 3,492    | 17,835   | 17,839   | 14,723       | 10,815       | 100,615  | 96,990   | 197,605  | -        |
|      | 08 | 76,625  | 77,348  | 3,885    | 3,903    | 19,780   | 19,776   | 16,461       | 12,145       | 116,751  | 113,172  | 229,923  | -        |
|      | 09 | 70,487  | 76,803  | 3,193    | 3,237    | 15,108   | 15,124   | 15,238       | 12,216       | 104,026  | 107,380  | 211,406  | -        |
|      | 10 | 101,299 | 97,256  | 4,555    | 4,521    | 18,390   | 18,377   | 14,848       | 12,156       | 139,092  | 132,310  | 271,402  | -        |
|      | 11 | 99,616  | 100,692 | 3,844    | 3,842    | 17,827   | 17,831   | 15,675       | 13,332       | 136,962  | 135,697  | 272,659  | -        |
|      | 12 | 125,815 | 129,873 | 5,775    | 5,775    | 21,551   | 21,560   | 14,036       | 12,180       | 167,177  | 169,388  | 336,565  | -        |
| 2024 | 01 | 117,129 | 114,409 | 4,722    | 4,718    | 18,992   | 18,980   | 13,816       | 12,585       | 154,659  | 150,692  | 305,351  | ▲394.36% |
|      | 02 | 135,398 | 135,999 | 5,800    | 5,816    | 21,284   | 21,281   | 9,966        | 8,897        | 172,448  | 171,993  | 344,441  | ▲296.10% |

## 接駁交通

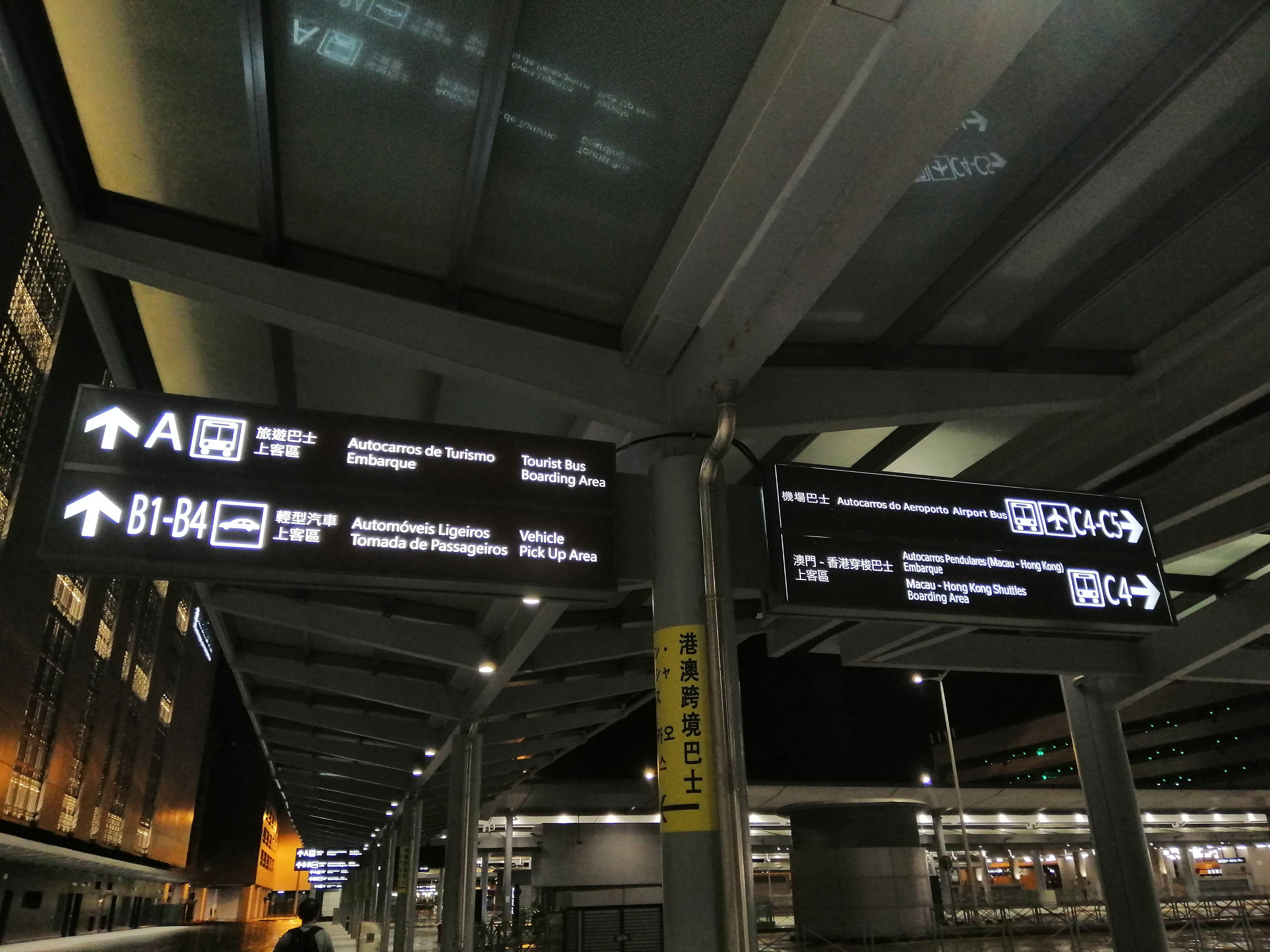
澳門出境往香港的交通總站

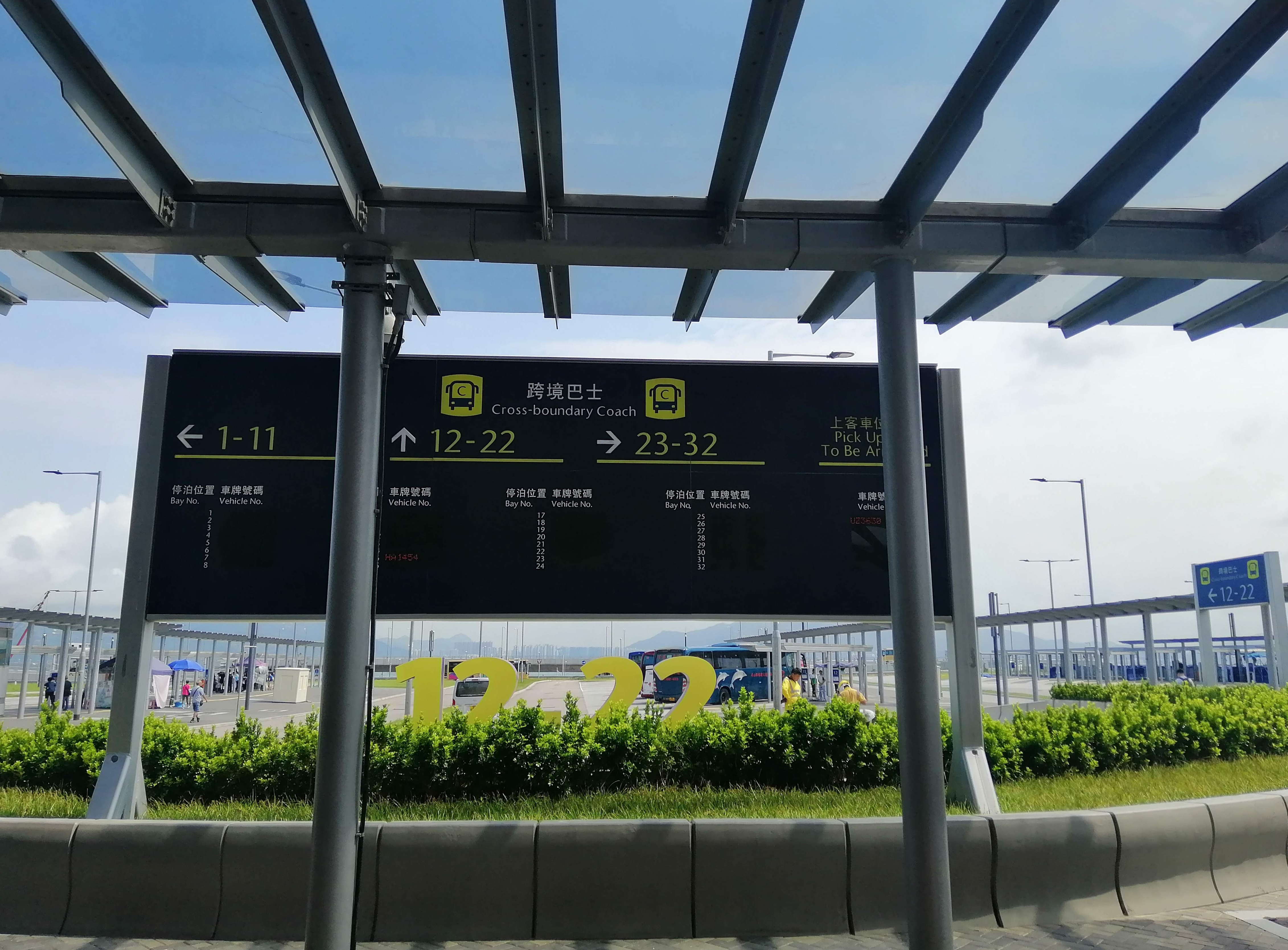
香港出境往澳門或珠海的交通總站

旅客可由各區乘搭本地公共交通服務到三地口岸，轉乘港珠澳大橋穿梭巴士。另外設有途經大橋的跨境直通巴士。

### 本地公共交通服務

#### 香港口岸
港珠澳大橋香港口岸设有港珠澳大橋香港口岸公共运输交汇处，分別設有24條「A」線機場巴士路線及3條「NA」線通宵機場巴士路線途經港珠澳大橋香港口岸，以及設有1條「A」線機場巴士路線、1條「N」線通宵巴士路線及11條「NA」線通宵機場巴士路線以港珠澳大橋香港口岸作總站。此外，亦設有3條「B」線口岸巴士路線及1条專綫小巴路線以港珠澳大橋香港口岸作總站。

#### 珠澳口岸人工島
澳門口岸
澳門邊檢大樓設有港珠澳大橋邊檢大樓總站，分別開設101X、102X及103X合共三條巴士路線，其中101X路線为24小時服務。另提供由六間大型綜合度假休閒企業聯合營運的港珠澳大橋綜合渡假村接駁線由大橋澳門口岸往返外港客運碼頭或氹仔客運碼頭接駁區。
珠海公路口岸则会有市内公交车、口岸專線巴士及珠海机场快线提供接駁服務。

### 穿梭巴士

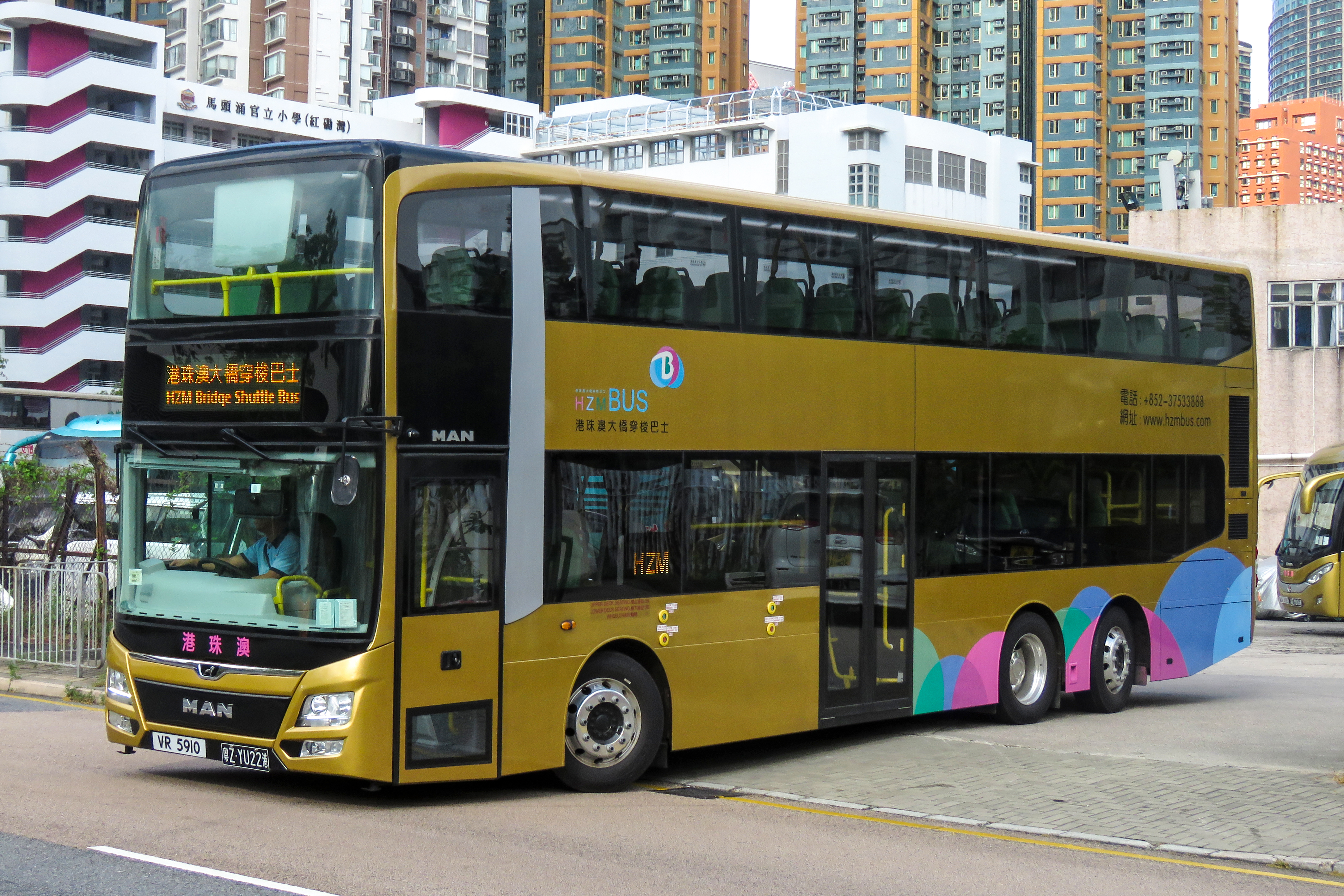
用于港珠澳大桥穿梭巴士的猛獅A95 ND363F驶出红磡码头粤港直通巴士露天車廠，俗稱「金巴」

廣東港珠澳大橋穿梭巴士有限公司將會經營港珠澳大橋穿梭巴士服務，穿梭巴士路線分為兩條：
- 來往香港口岸至珠海公路口岸
- 來往香港口岸至澳門邊檢大樓

### 跨境直通巴士

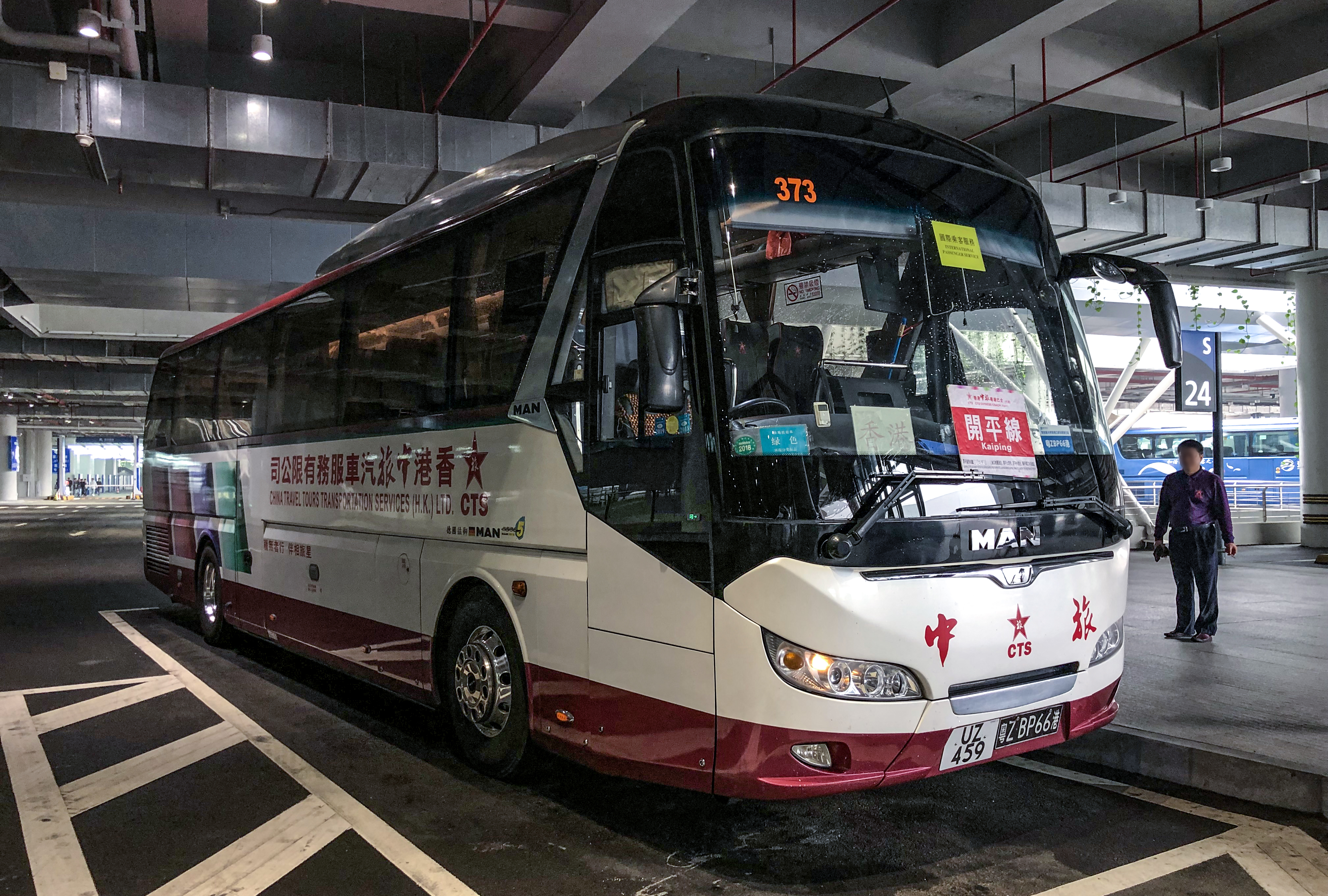
停靠在珠海口岸等待上客的跨境巴士（广东段）

旅客可直接由香港、澳門或珠江口西部城市市區乘搭跨境直通巴士，直接經大橋前往目的地市區，惟亦須在口岸下車辦理出入境手續。
運輸業界表示在開通前僅五日前才知悉，跨境直通車服務的巴士公司指由於準備不及，通車初期未能調動巴士，會減少班次。而網上售票系統亦未能及時運作。政務司司長張建宗稱一直跟業界保持溝通，有需要會提供協助。
大橋開通初期曾有不少來往香港和粵西的跨境巴士取道大橋，惟由於旅客需分別辦理兩次過關手續﹐每次集合時間需時，因此連同等候時間，總車程比取道深圳灣口岸更長，目前部分跨境巴士已改回行走深圳灣口岸。

### 海天中轉大樓客車
2019年12月16日起，提供服務從澳門人工島到香港機場的直達巴士服務，由港澳機場客運服務有限公司營辦。
成人票價為港幣185元單程，小童/長者120元一程。平日每日來回約38班，週六、日及假日則為每日44班。澳門人工島須在出境大廳安檢前（非禁區）買票，手提行李過關後在大巴泊位上車，到達香港口岸所有乘客須提所有行李步行過關，在香港境內再次上車前往機場。香港機場則在抵港大廳指定櫃枱買票，中途亦須在香港口岸手提行李過關。到達澳門口岸在入境大堂下車步行過關。
由于直通巴比起乘坐口岸穿梭巴士轉乘澳門市內巴士貴和不會方便太多，因此客源慘淡。同时由於開通後不久遇上2019冠狀病毒病疫情，多班航機取消及各國對港澳居民設有入境限制，直通巴直至現在生意仍然慘淡，在網上購票平台一天只能購買少量班次。
2023年8月30日，耗資33.8億港元興建的海天中轉大樓客車服務正式運作，乘客直接乘坐機場捷運進出機場禁區，再由封閉巴士接駁前往澳門，毋須辦理出入境及海關手續出入香港國際機場禁區。同日起香港國際機場中轉巴士服務澳門線正式試運，位於澳門口岸的預辦登機服務中心同日起正式運作。2023年12月12日，海天中轉大樓客車开设珠海线。

### 港珠澳大桥旅游
2023年10月，中华人民共和国国务院批复同意增加港珠澳大桥海关监管区、口岸限定区域的旅游功能，允许有序开展从港珠澳大桥珠海公路口岸出发往返蓝海豚岛旅游活动，自12月15日起开始试运营。试运营期间，大桥旅游仅对持有有效居民身份证的内地居民，或已入境内地，并持有有效港澳居民来往内地通行证的港澳居民两类人员开放。边检部门在珠海公路口岸设立专门的大桥旅游查验大厅，在出发及返回大厅各设置4条快捷通道及2条人工通道。游客须提前预约购票，并整团、原路、按时返回旅游检查厅。港珠澳大桥旅游票价为每人298元人民币，优惠期票价每人198元，全程游览时间约140分钟。

## 效益
由於粵港澳三地關係千絲萬縷，三地學者及專家試圖先從民間層面研究及找出最符合三地長遠發展的建橋方案。因此港珠澳大橋不僅涉及香港內部商業大集團的利益，而且還牽涉到粵港澳三地政府的未來發展規劃及長遠利益。
大橋建成後，由香港來往珠海、澳門、廣東沿海城市只需要幾十分鐘，比繞道虎門大橋和廣深兩高速公路可以大幅度地縮減逾3小時。
不過根據運輸及房屋局的數字，大橋開通逾一個月，平均每日車流只有3000多架次，當中近六成半為穿梭巴士及過境巴士，但貨櫃車的使用率不足1%，有一日全日只有一架貨櫃車行經大橋。有業界人士認為由於珠海口岸缺乏報關公司協助，令業界不願意用大橋。
2018年，珠海公佈《橫琴新區扶持跨境電子商務發展暫行辦法》，橫琴鼓勵支持跨境電商企業、跨境電商綜合服務平台落戶，為往來香港的按照港珠澳大橋過橋費收費標準給予單程全額補貼。往來澳門的補貼50元/車次，單個企業年最高補貼200萬元。

### 香港
隨著中央人民政府表態支持興建大橋，香港政府對計劃由最初的冷淡到後來的支持。大橋建成後，將會方便香港工業家到達粵港澳大灣區西岸投資開設工廠，亦對日益衰退的貨運業帶來好處，惟民間意見不一，包括環境保護問題，由於大橋連接北大嶼山公路的高架橋支線計劃通過東涌北岸沿海一帶，對北大嶼山新市鎮沿海一帶屋苑，包括海堤灣畔、藍天海岸、映灣園以及東涌東新發展區的居民帶來相當大的影響，包括空氣污染等等，同時通車後所帶來的交通方便和東涌市區的急速發展，亦使上述屋苑的樓價大幅升值，近數年來這些屋苑平均呎價不斷創新高，基本上已經超過一萬港元以上。
2018年10月23日，港珠澳大橋開通儀式上，香港行政長官林鄭月娥强調以「明日大嶼願景」配合大灣區發展。
香港政府在2008年提交立法會的文件指出，當時估算大橋車流量在通車初期每日有9,200-14,000架次，其中3,650至3,900架次為往來香港至澳門；至2035年，日總車流量可達到35,700至49,200架次，其中10,200至10,550架次為往來香港至澳門。載客流量方面，可從通車初期每日37,000往來澳門人次，增至2035年80,000往來澳門人次。
2016年，三地政府重新評估後，估計2030年大橋日車流量有29,000架次，客流量12.6萬人，2037年兩個數字分別42,000架次及17.5萬人，較2008年首次評估低四分一，港府把下跌歸咎於深中通道和跨境道路運輸業萎縮。

### 澳門
大橋建成後，來往香港及澳門的陸上交通時間可以大幅度地減省，亦將加強澳門極為發達的博彩業，澳門政府表示歡迎。
正因同樣理由，特別是澳門客流亦增加了前往香港酒店或大陸賓館住宿的機會成本和選擇，故此對澳門的酒店業界造成潛藏影響。而澳門旅遊零售服務業總商會理事長葉榮發指，初期不會吸引大量港客使用大橋。澳門旅遊局局長文綺華稱，據11月訪澳旅客的臨時數據來看，通車的確暫時造出訪澳旅客15%增長的數字，但是更多旅客即日離開。他指開通的同時多了訪澳一天遊。不過《經濟日報》再指，有業內人士相信前景，大橋亦可能將香港機場的旅客帶來澳門，反過來影響香港酒店服務業。

### 广东省
自從1997年虎門大橋通車之後，珠江口兩岸一直沒有新的大橋動工，面對日益增多的車流量，虎門大橋早已不堪重負，塞車成為常態。然而由於港珠澳大橋的提出，使得深中通道、虎門二橋都被延緩。直到2008年，《珠三角改革發展規劃綱要(2008-2020)》國務院批覆后，南沙大橋、深中通道才得以陸續開始建設。
另外，珠海市政府在2018年11月15日宣佈，通過規劃興建伶仃洋通道，由深圳前海深港现代服务业合作区橫跨珠江口，經珠海淇澳島接駁珠海，並將連接斗恩高速。
在2019冠状病毒病疫情爆发之前，由於使用跨境巴士的旅客太多，珠海實施預約制度，內地居民需預約才可乘搭金巴。但在疫情爆发后，乘坐金巴的人数大大减少。2023年恢复通关后，港珠澳大桥珠海公路口岸客流车流屡次刷新记录。2024年复活节及清明节假期期间，经港珠澳大桥珠海公路口岸出入境的客流车流累计超过100万人次和17万辆次，日均超过10万人次和1.7万辆次。截至4月27日16时，经港珠澳大桥珠海公路口岸出入境的车辆突破1000万辆次。截至2024年5月21日9时40分，经港珠澳大桥珠海公路口岸出入境旅客突破1000万人次，较2023年同比增长达127.7%，提前四个月实现1000万人次的目标。

## 未来发展

### 兴建深圳支线
港珠澳大橋建成後，能夠方便香港與大灣區西岸城市的聯繫，方便香港商人到達大灣區西岸投資實業，從而平衡珠三角東西兩岸發展。但另一方面，深圳市作為廣東其中一個最發達的城市，一直爭取港珠澳大橋接駁。但由于大桥舍弃双“Y”方案，深圳将會无法從港珠澳大桥計劃获得任何直接收益，有人認為珠江西岸的货物将會因為交通便利，而大量分流到香港。唯由於當初與深圳共用的雙Y方案被否決，深圳決定興建深中通道，連接深圳與中山，港珠澳大橋的效益無可避免被分薄。深圳政协也于2018年10月18日在《关于做好交通供给侧改革，进一步完善我市交通体系的提案》中提到了远期规划中的港珠澳大桥深圳支线用于连接深圳。
2021年10月3日，据中国内地多家媒体的报道，2021年9月29日，广东省人民政府公布了《广东省综合交通运输体系“十四五”发展规划》，透露出了珠海新一轮的交通规划。根据此“十四五”规划，明确指出要研究深圳经港珠澳大桥至珠海、澳门通道，更好发挥港珠澳大桥作用。